# Carlos V de Lorena
Carlos Leopoldo Nicolás Sixto de Vaudemónt (Viena, 3 de abril de 1643 - Wels, 18 de abril de 1690) fue el titular del Ducado de Lorena de 1675 a 1690, al tiempo que Lorena fue ocupada por Francia. Sin embargo, logró refugiarse con la dinastía de los Habsburgo, a cuyo servicio hizo una notable carrera militar siendo considerado junto con Albrecht von Wallenstein, Raimondo Montecuccoli y Eugenio de Saboya uno de los mejores generales que sirvió a la dinastía en el siglo XVII.

## Biografía

### Primeros años
Carlos V de Lorena nació en Viena el 3 de abril de 1643. Su familia se encontraba allí después de haber perdido sus territorios que habían caído en manos francesas. Era hijo del Duque Nicolás Francisco y de Claudia de Lorena, segunda hija del Duque Enrique II el Bueno y de Margarita Gonzaga de Mantua (1591-1632).
Su madre, Claudia de Lorena, falleció en 1648 y su padre encomendó su educación y la de su hermano Fernando al Marqués de Beauveu.

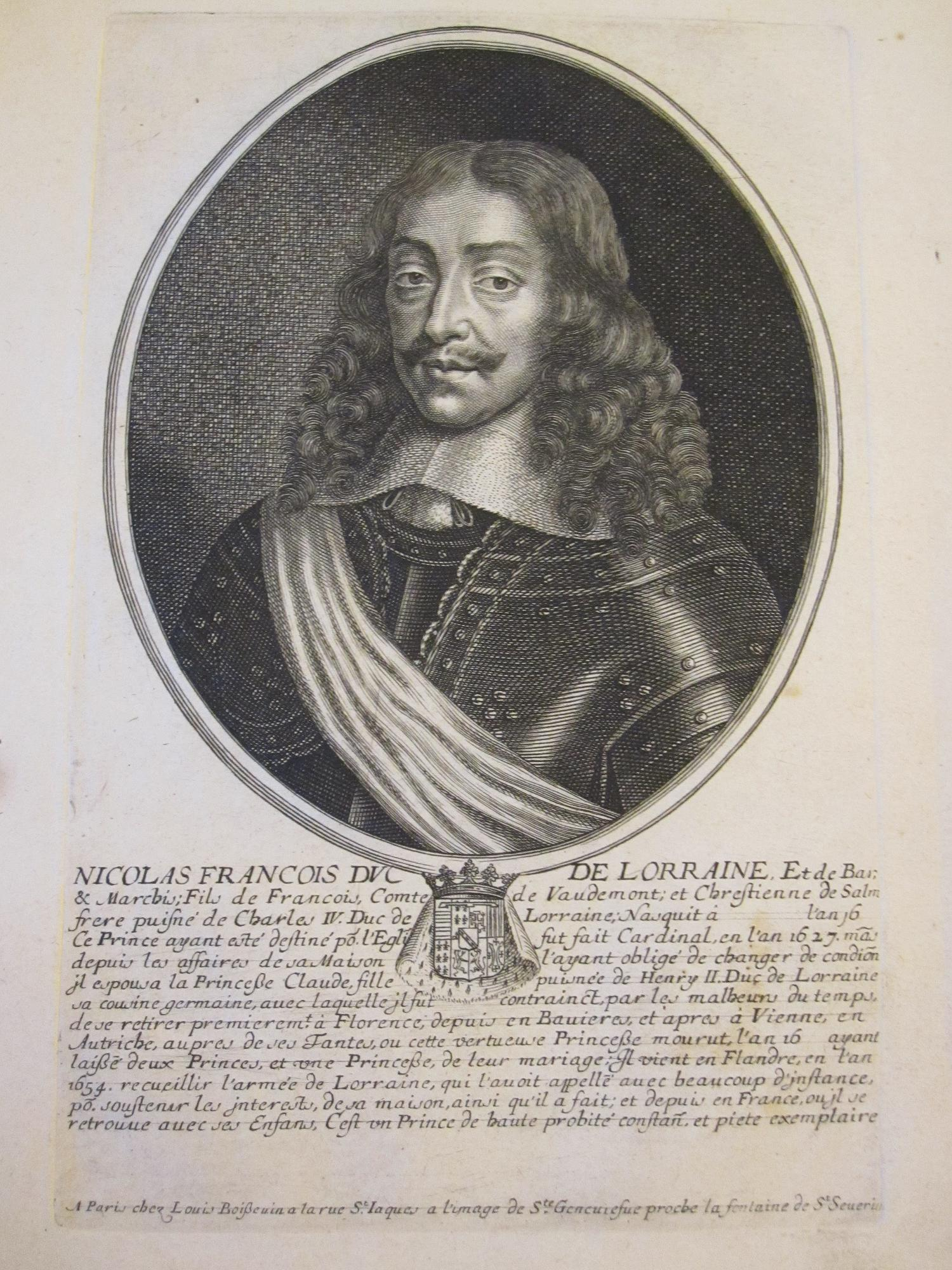
Nicolás Francisco de Lorena, padre de Carlos V de Lorena

Carlos había sido confinado al servicio eclesiástico, pero tras la muerte de su joven hermano mayor, Fernando Felipe, en 1659, se volvió heredero de la Casa de Lorena y renunció a sus hábitos religiosos.
Su padre, Nicolás II de Lorena pretendió casarle con Olimpia Mancini, sobrina del Cardenal Mazarino pero contaba con la desaprobación de Carlos IV de Lorena y finalmente el proyecto fracasó. 
Tras la Paz de los Pirineos, Carlos se estableció en París con su familia, entrando a formar parte del ambiente de la Corte. Comenzó a frecuentar la compañía de María Juana Bautista de Saboya-Nemours de quien se enamoró a pesar de los consejos de sus allegados que sabían la dificultan de concertar ese matrimonio ya que se encontraba comprometida con Carlos Manuel II de Saboya. María Juana correspondía a su amor y sentía cierta repugnacia a casarse con el duque de Saboya pero Luis XIV de Francia no estaba dispuesto a que se rompiera el compromiso que convenía a su propio interés.

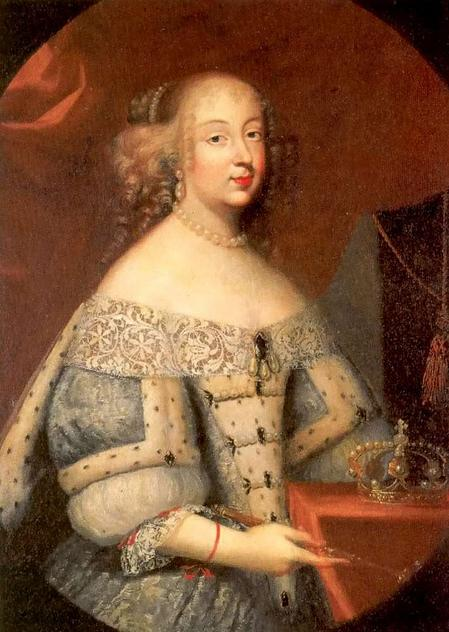
María Juana Bautista de Saboya-Nemours

Finalmente María Juana fue enviada a Turín. Poco después Carlos tuvo un enfrentamiento con su tío Carlos IV de Lorena con motivo de su casamiento. El enfrentamiento fue violento y Carlos se vio privado de la sucesión de Lorena y Bar. Acudió a Luis XIV para que le ayudara a recuperar sus derechos pero el rey le recibió de mala gana y sin darle solución alguna. 

### Al servicio del Emperador
Carlos de Lorena huyó de París, pidió una ayuda económica a su prima Margarita Luisa de Orleans pero esta se lo negó por no tener fondos. De París se dirigió a Luxemburgo, y tras haber conseguido liquidez marchó a Viena para ponerse bajo el servicio del emperador Leopoldo I de Habsburgo.

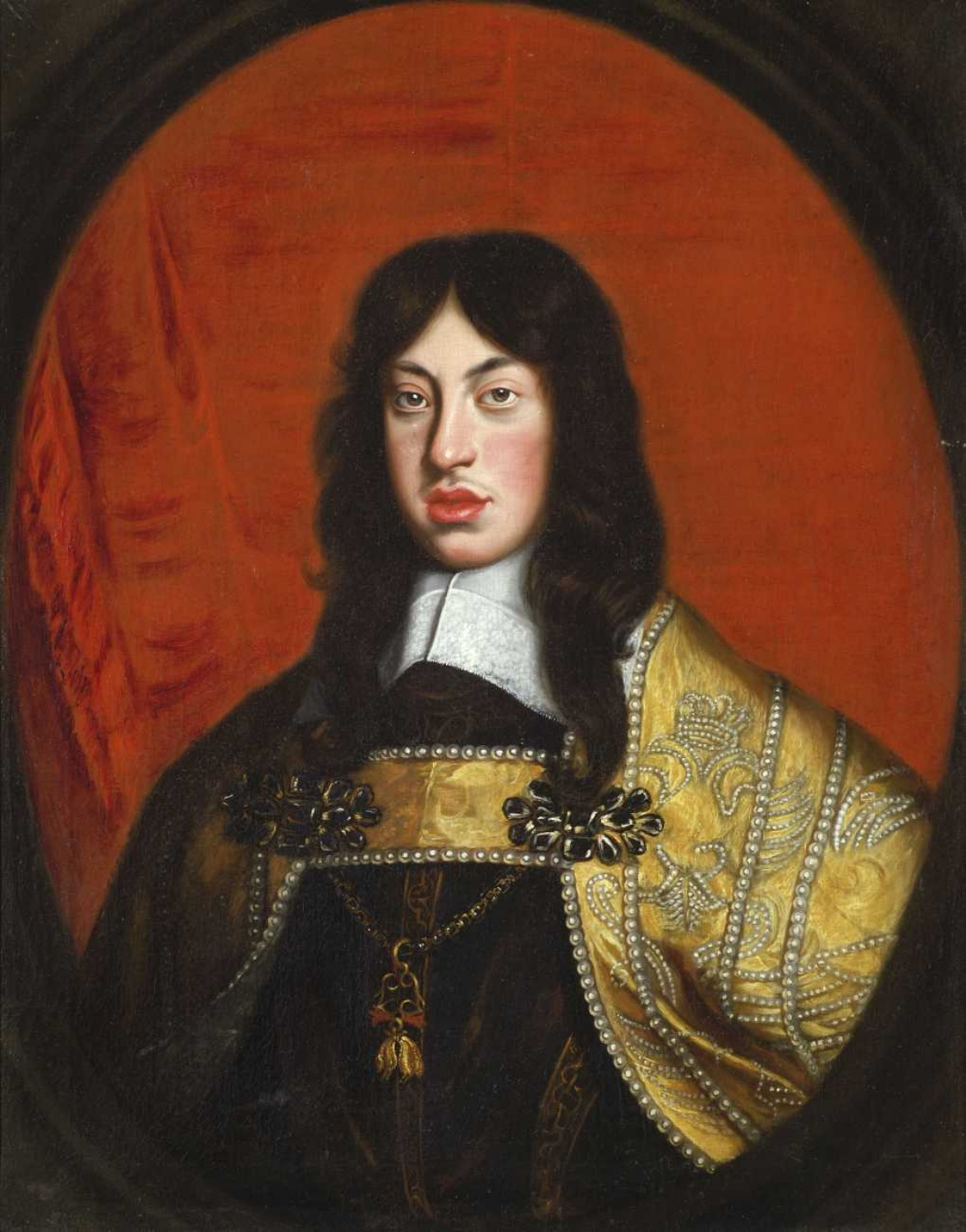
Leopoldo I de Habsburgo

El emperador le acogió bien y dijo sentir mucho el mal recibimiento que le había dado su tío y el rey de Francia.
Poco después de su llegada a Viena comenzó una guerra contra el Imperio Otomano. La guerra comenzó porque el Imperio Otomano se mostró dispuesto a entronizar a Miguel Apafi I en Transilvania pese a las quejas austriacas.
El conflicto comenzó con una invasión otomana que logró la victoria en la batalla de Gran frente a un ejército austriaco dirigido por el Conde de Forgacs. El 28 de septiembre de 1663 tomó Neuhausel y poco después cayeron en manos otomanas Neutra, Novi Grad y Lewenz.
Carlos de Lorena estaba al mando de un regimiento de caballería pero el emperador no le dio permiso para marchar al frente ya que contaba con solo 20 años y no lo juzgaba conveniente por lo que debía quedarse en la corte. Sin embargo, Carlos de Lorena, no podía soportar permanecer en ella y partió secretamente para reunirse con el ejército imperial que se encontraba comandado por Raimondo Montecuccoli.

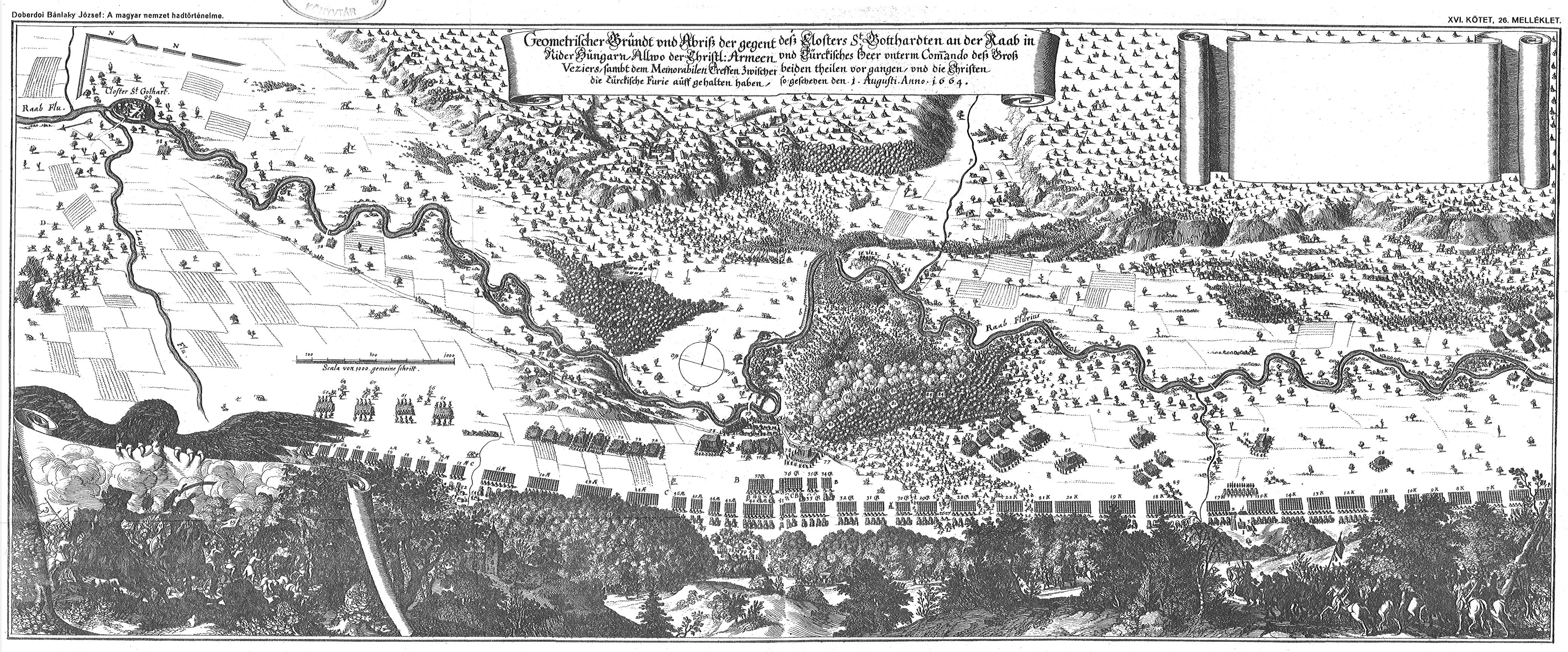
Batalla de San Gotardo (1664)

En la Batalla de San Gotardo (1664) su participación fue fundamental ya que un fuerte ataque de los otomanos había desordenado el ala derecha imperial y Raimondo Montecuccoli tuvo que ordenar a las tropas de Carlos de Lorena que detuviesen a los turcos. Carlos de Lorena, y sus tropas, combatieron con gran ardor y lograron contener el avance otomano dando tiempo al resto de tropas a reagruparse y lanzar el contraataque decisivo.
A pesar de la victoria los otomanos contaban aún con ventajas y el Gran Visir Fazil Ahmed avanzó hacía las fronteras austriacas con un ejército de 40.000 soldados
Leopoldo I tuvo que ceder y en la Paz de Vasvár se reconoció a Miguel Apafi I como Príncipe de Transilvania y se reconocieron las conquistas otomanas.
Tras la guerra, Carlos de Lorena marchó con su regimiento a sus acuartelamientos en Silesia tras lo que viajó a Viena. Al llegar a la capital se vio aquejado de viruela y fiebre que casi acaban con su vida. 
Tras recuperarse de la enfermedad le llegó la noticia del matrimonio de María Juana Bautista de Saboya-Nemours con Carlos Manuel II, duque de Saboya.
Durante los siguientes años, Carlos de Lorena disfrutó de la paz en la corte vienesa. 
En 1668 Juan II Casimiro Vasa, rey de la República de las Dos Naciones abdicó. La Mancomunidad Polaco-Lituana estaba regida por una monarquía electiva por lo que los diferentes partidos comenzaron a presentar sus candidatos. No era raro que esos candidatos fueran extranjeros y de esa manera Felipe Guillermo de Neoburgo  y Luis II de Borbón-Condé fueron algunos de los candidatos. Carlos de Lorena también fue uno de los candidatos y fue apoyado en sus pretensiones por el emperador con una suma importante de dinero para apoyar su candidatura. 

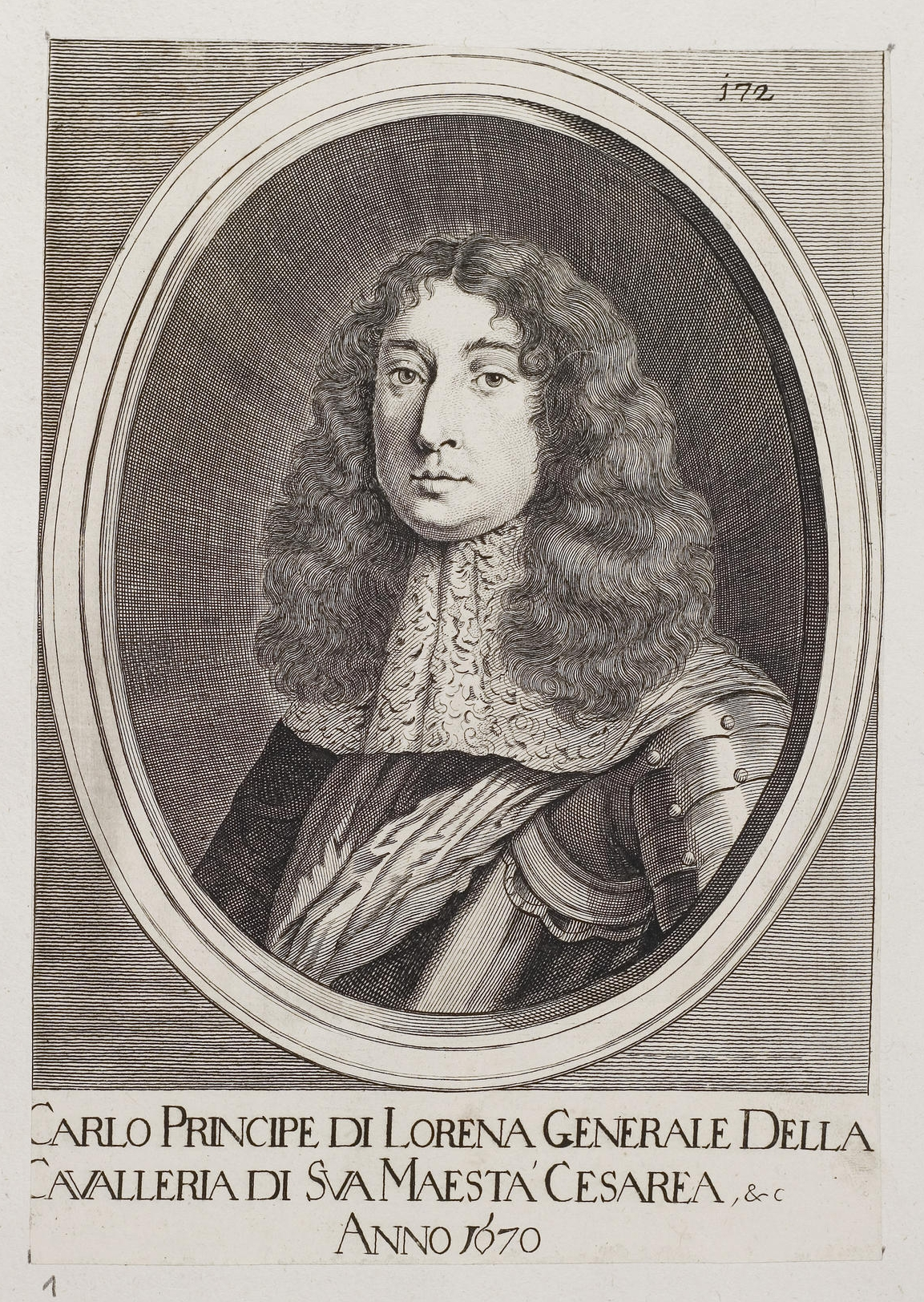
Carlos V de Lorena

Finalmente y a pesar del dinero gastado no pudo conseguir la corona polaco y el elegido fue Miguel Korybut Wisniowiecki.
En 1668 Leopoldo I de Habsburgo descubrió una conspiración que tenía lugar en Hungría por lo que envió tropas para que depusieran las armas. Francisco Ragotski y los principales líderes de la insurrección depusieron las armas pero las tropas imperiales empezaron a saquear el país.  Como consecuencia de ello todo el país se levantó en armas contra las tropas imperiales. Poco a poco las tropas imperiales se hicieron con el control de la situación y solo la fortaleza de Mulan opuso resistencia pero Carlos de Lorena ocupó una montaña que dominaba la plaza y amenazó con destruirla por lo que los defensores creyeron temerario resistir.
Tras terminar con la insurrección, Carlos de Lorena regresó a Viena.
En 1672 Luis XIV de Francia declaró la guerra a las Provincias Unidas y en un solo mes se apoderó de treinta y dos plazas fuertes. El rey ansiaba la conquista de Ámsterdam pero el avance del ejército francés fue detenido por la rotura de diques.

### La Guerra Franco-Holandesa
Federico Guillermo I de Brandeburgo que había visto como los franceses se habían apoderado de Wesel y otras plazas que le pertenecían decidió declarar la guerra a Francia y pedir su apoyo a Leopoldo I. 
Carlos de Lorena sirvió bajo el mando de Raimondo Montecuccoli pero no pudo distinguirse en esta campaña con ninguna acción realmente meritoria regresando en invierno a Viena.

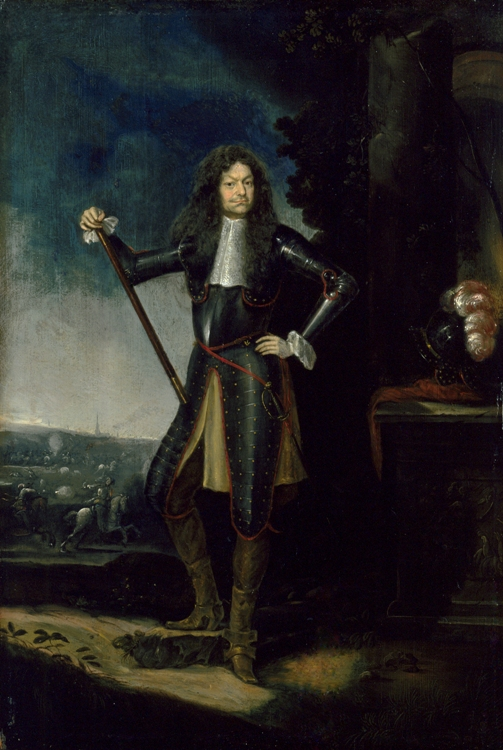
Raimondo Montecuccoli. Obra de Elias Grießler

En 1673 falleció Miguel Korybut Wisniowiecki y Leopoldo I decidió consolidar la relación con Carlos de Lorena ofreciendo en matrimonio a su medio-hermana paterna Leonor María Josefa de Habsburgo, Archiduquesa de Austria, viuda del rey polaco. Este hecho volvió a motivar el deseo de Carlos por conseguir el trono polaco. 
A principios de mayo de 1674 se reunieron los nobles polacos en Varsovia con el objetivo de decidir quién iba a ser su rey. Carlos de Lorena estaba seguro de conseguir el trono y se acercó hasta las fronteras para hacer una pronta entrada en el que tenía que ser su reino. Carlos sabía que contaba con el apoyo de los lituanos, del Emperador y de la reina viuda. Sin embargo al final se llevó una desilusión porque el elegido fue Juan III Sobieski gracias a su victoria contra los turcos en la batalla de Chocim. Carlos de Lorena se sintió muy disgustado sobre todo por las intrigas de Luis XIV que habían sido las responsables de que no consiguiese el trono por lo que regresó a Viena y pidió al Emperador permiso para regresar a Flandes a luchar en la guerra.

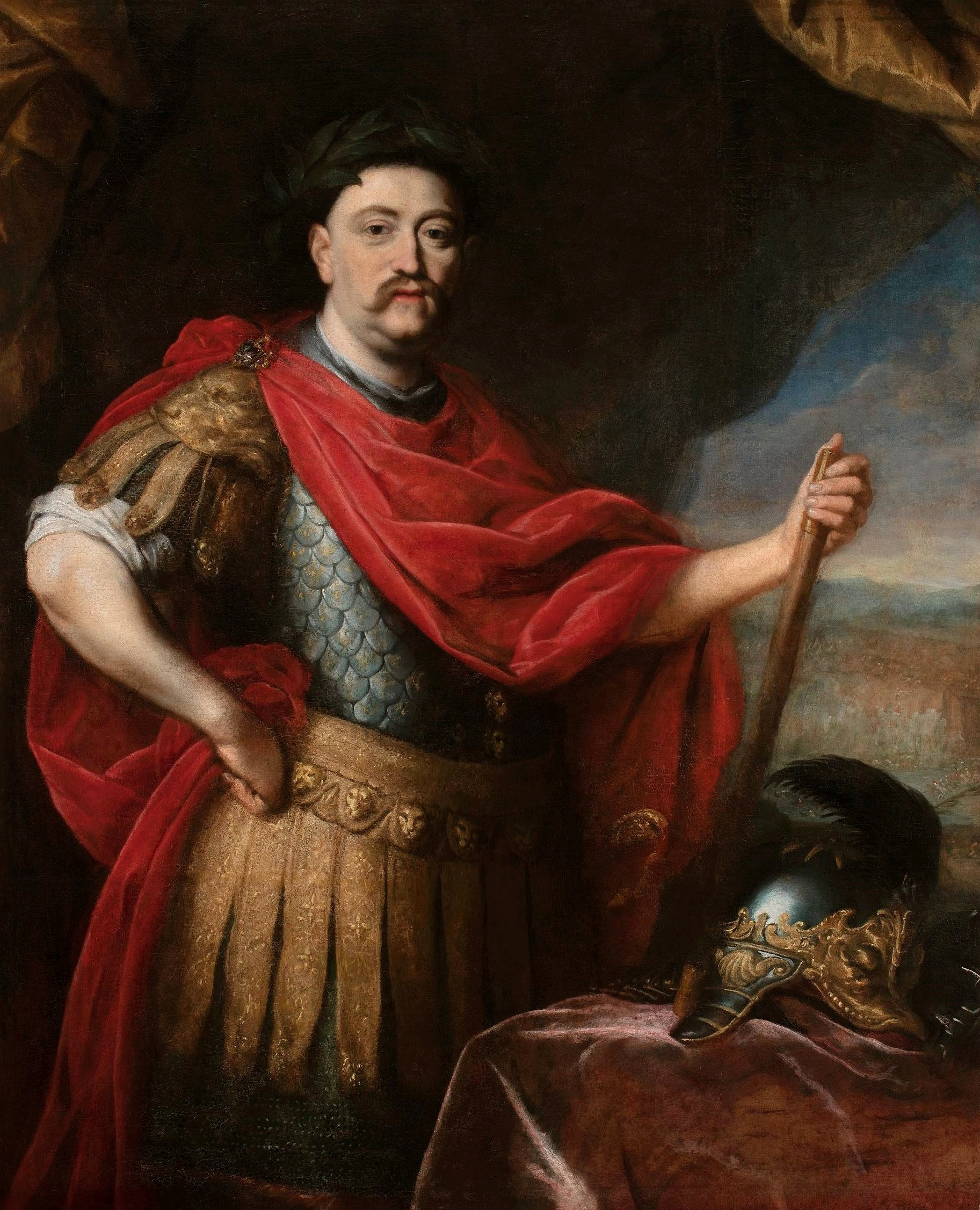
Juan III Sobieski. Obra de Daniel Schultz

Carlos de Lorena se reunió con el ejército en Flandes y participó en la batalla de Seneffe.La ira que sentía contra los franceses le hizo exponer su vida sobremanera y recibió una herida en la cabeza que hizo que tuviera que abandonar el campo de batalla para recibir cuidados.
Tras la batalla de Seneffe se incorporó al ejército que servía en Alsacia bajo el mando de Raimondo Montecuccoli que tenía como rival al ejército francés dirigido por Enrique de la Tour d'Auvergne-Bouillon. 
El ejército francés cruzó el Rin gracias a un puente levantado por el ejército. Montecuccoli ordenó a Carlos de Lorena y Lorrains de Caprara tomar el puente. Para realizar esta empresa marcharon cada uno con 4.000 jinetes. Carlos de Lorena debía atacar por la retaguardia mientras que Caprara debía atacar por otro punto. Las tropas de Carlos de Lorena ejecutaron su labor con bravura pero las tropas que estaban destinadas a atacar otros puntos no pudieron cumplir su objetivo por lo que Carlos se vio obligado a retirar sus tropas sin lograr los objetivos.
El vizconde de Turena, viendo la oportunidad, ocupó los desfiladeros por donde debía pasar las tropas de Carlos de Lorena y le acometió de frente y por la retaguardia pero Carlos de Lorena pudo abrirse paso y dejó muertos 400 soldados franceses y se hizo con tres estandartes. De esta forma aunque la empresa no fue coronada por el éxito, Carlos de Lorena consiguió gloria y reconocimiento incluso por parte del mismo Enrique de la Tour d´Auvergne-Bouillon que aplaudió el buen orden en que realizó la retirada.

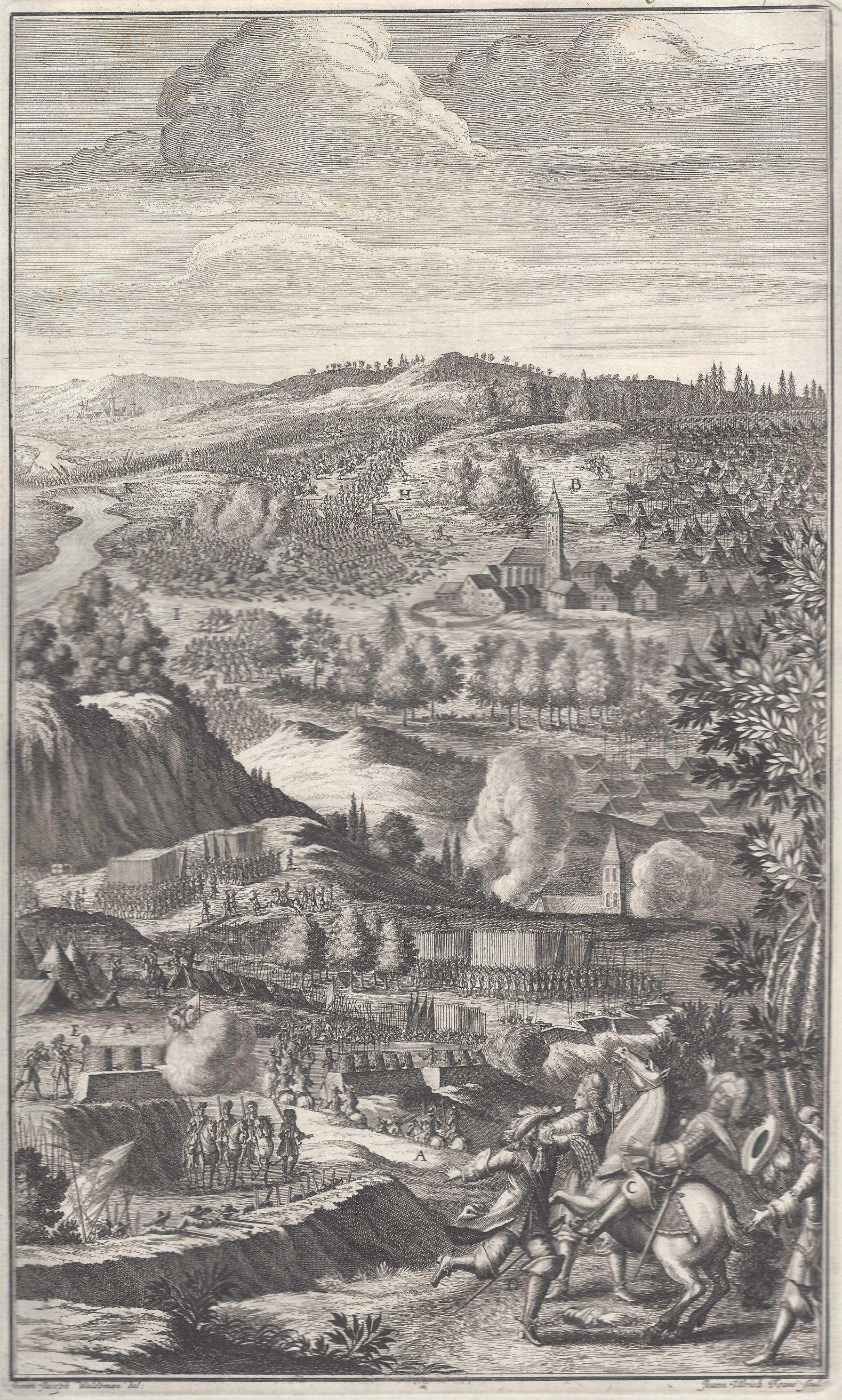
Batalla de Salzbach. Obra de Johann Ulrich Kraus

Los ejércitos imperial y francés se encontraban cerca el uno del otro y todos los días había escaramuzas pero ninguno de los dos generales se atrevía a entablar batalla. Sin embargo, Montecuccolli, no pudiendo resistir las necesidades logísticas provocó con sus movimientos el comienzo de una batalla.
El 27 de julio de 1675 tuvo lugar la batalla de Salzbach y en los primeros lances de la batalla Enrique de la Tour d´Auvergne-Bouillon cayó abatido por la artillería imperial.
Carlos de Lorena participó en la batalla pero no tuvo un papel destacado en ella. 
Tras la muerte del Vizconde de Turena, Montecuccolli quiso aprovechar la turbación que reinaba en el ejército francés e hizo rebasar a este ejército el río Rin de vuelta a Francia. Tras expulsar a los franceses, el ejército imperial puso bajo asedio a la ciudad de Haguenau y en las operaciones de sitio recibió, Carlos de Lorena un impacto de mosquete pero que por fortuna fue solo superficial. 
Tras retirarse de Haguenau ante la amenaza que suponía el ejército francés de Luis II de Borbón-Condé que se encontraba en Estrasburgo, Raimondo Montecuccoli pidió licencia para retirarse a Viena y Carlos de Lorena fue nombrado Generalísimo de los ejércitos Imperiales y puesto a la cabeza del ejército.
El 18 de septiembre de 1675 falleció Carlos IV de Lorena por lo que Carlos toma el título y recibe el nombre de Carlos V de Lorena, aunque este título solo es nominal porque sus territorios se encuentran ocupados por los franceses.
En la campaña de 1676 su rival fue François-Henri de Montmorency que había sustituido al Príncipe de Condé. Ambos ejércitos contaban con alrededor de 50.000 soldados y Carlos de Lorena decidió avanzar contra el ejército francés a dar batalla y tras un trabado combate hizo retroceder al ejército francés.
El siguiente paso fue poner bajo sitio la ciudad de Philippsburg. Dejó las operaciones de asedio en manos del Príncipe Herman de Baden y Carlos de Lorena se dedicó a vigilar los movimientos del Mariscal de Luxemburgo para evitar que socorriera la plaza que cayó después de cuatro meses de asedio.

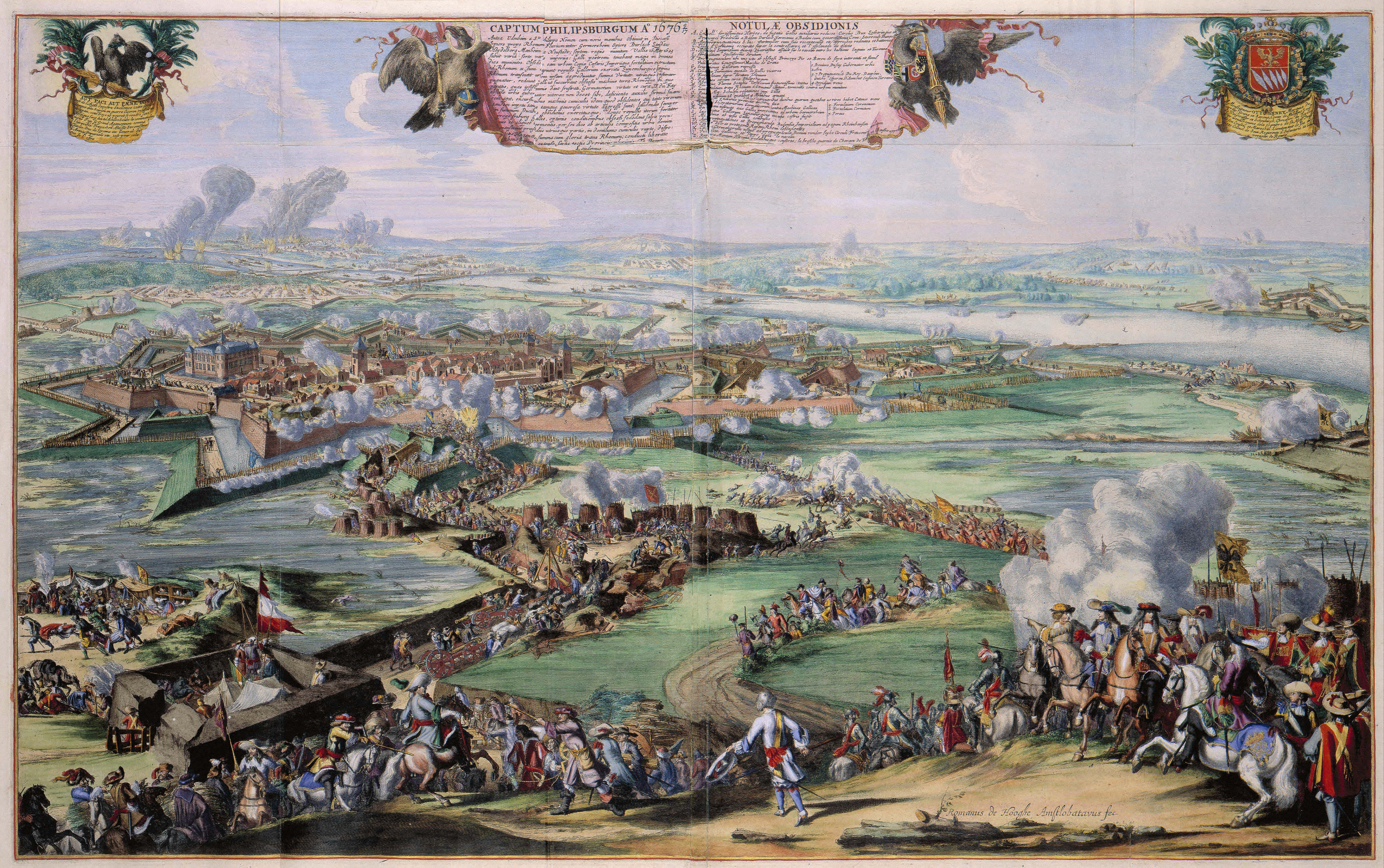
Asedio de Philippsburg

El mariscal de Luxemburgo dispuso entonces cruzar el Rin en las cercanías de Neuf-Brisach para lo que tenía que tender un puente pero los trabajos se hicieron despacio y dio tiempo a Carlos de Lorena de introducir gente en Friburgo que era la plaza más cercana por lo que lo único positivo que pudo conseguir François-Henri de Montmorency fue saquear algunas aldeas tras lo que se retiró a las cercanías de Basilea.
Con la llegada del invierno, Carlos V de Lorena envió a las tropas imperiales a invernar a Suabia y Franconia.
Para la campaña de 1677 Carlos decidió adentrarse en sus territorios para lo que a mediados de abril reunió a sus tropas en Estrasburgo. Los franceses enterados de las intenciones del Generalísimo de los Ejércitos Imperiales decidieron devastar Alsacia para que las tropas no pudieran forrajear y Luis XIV sustituyó al Mariscal Luxemburgo por François de Créquy.
Carlos de Lorena comenzó la campaña dirigiéndose hacía Tréveris tras lo que cruzó el río Sarre se apoderó de Sarrebruck, Kirchel y todas las fortalezas en orilla este el Sarre.

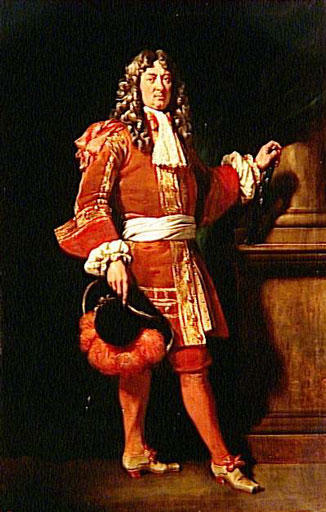
François de Créquy. Obra de Henri Decaisne

El siguiente paso consistió en cruzar el río Seille y marchó contra la posición fuerte que ocupaba el ejército francés deteniendo el ejército a una legua del francés. El Mariscal de Créquy se retiró hacía Morville-lès-Vic y Carlos de Lorena le siguió pero viendo la fuerte posición defensiva que tomaron las tropas francesas decidió asimismo atrincherarse y responder al bombardeo francés. En la batalla de Kokersberg (7 de octubre de 1677) el ejército francés consiguió ventaja gracias a su mejor posición defensiva y Carlos de Lorena tuvo que retirar su ejército y volver a cruzar el río Seille y marchar hacía Metz.
El resto de la campaña se preveía igual con los dos ejércitos escaramuceando y dando pequeños combates ya que el Mariscal de Créquy tenía orden de Luis XIV de no arriesgar batalla por lo que Carlos de Lorena decidió cruzar el Mosa y de esta forma amenazar Sedán. El Mariscal de Créquy no pudo impedir esta maniobra ya que fue superado por los movimientos de las tropas imperiales que le sacaron mucha ventaja. 
Las tropas de Carlos llegaron hasta Mouzon.  que fue saqueada como muchas aldeas cercanas. No queriendo Carlos adentrarse más en Francia por ser la zona boscosa regresó a Alsacia y marchó a apoyar a las tropas del Príncipe de Sajonia-Eisenach que se encontraba acorralado cerca de Estrasburgo por las tropas del Mariscal de Créquy y de Joseph de Montclar.  Sin embargo estas tropas capitularon antes de que pudiese socorrerlas.
Con la caída del invierno las tropas imperiales regresaron a sus cuarteles de invierno. El Mariscal de Créquy simuló hacer lo mismo pero cuando los imperiales estaban ya lejos avanzó y puso bajo asedio Friburgo. Carlos de Lorena corrió en su auxilio pero antes de llegar a la ciudad, el gobernador había rendido la plaza después de solo ocho días de sitio.
Al final de esta campaña, embajadores de los países en conflicto iniciaron conversaciones de paz en Nimega que sin embargo avanzaron despacio.

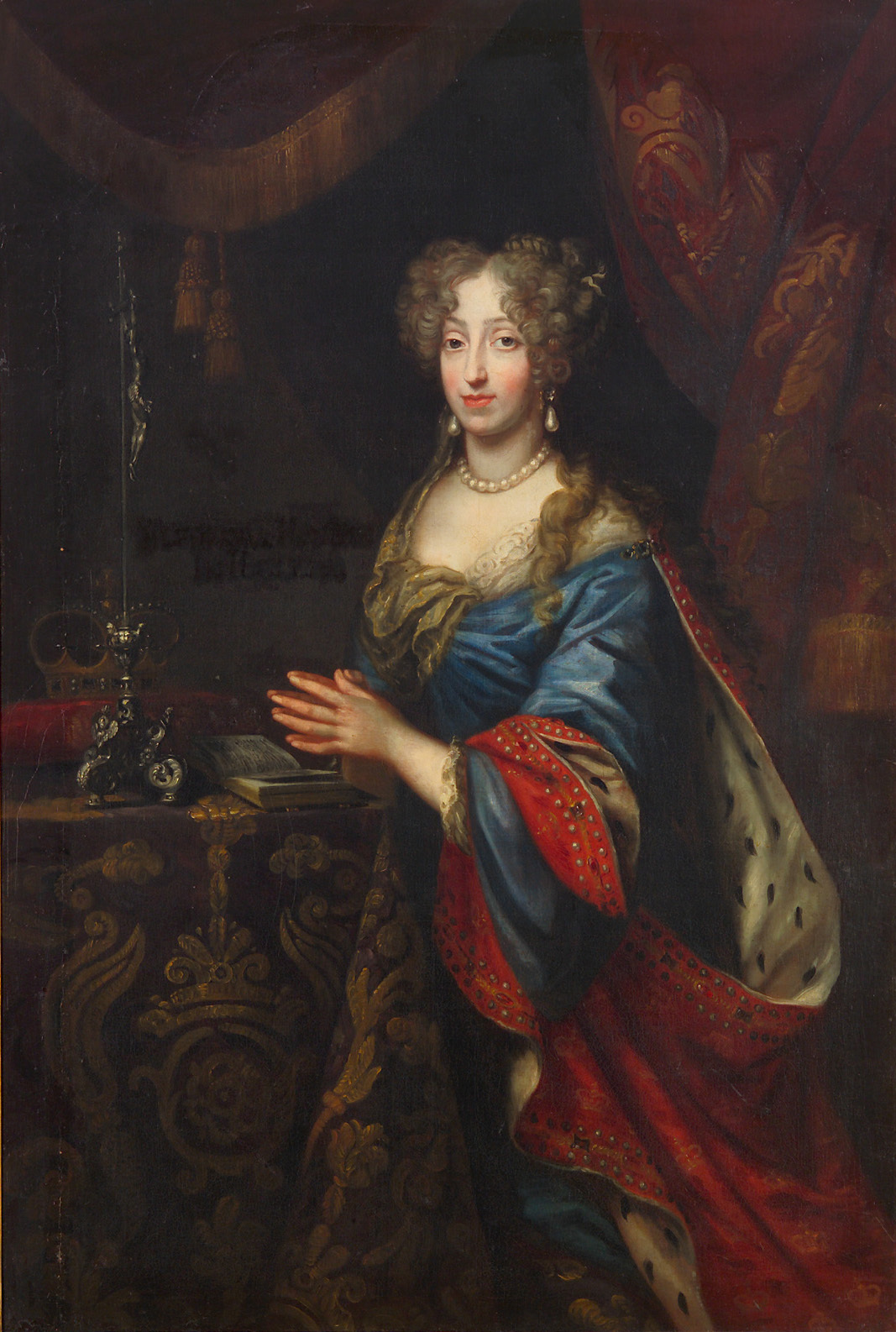
Leonor María Josefa de Habsburgo. Obra de Charles Brendel

Mientras se negociaba la paz, Carlos de Lorena recibió una carta del emperador que le instaba a marchar a Viena para contraer matrimonio con su hermana Leonor María Josefa de Habsburgo como se había acordado en 1673. En Philippsburg, antes de partir, sufrió un accidente al cruzar el foso por unas tablas que no se encontraban clavadas pero el accidente se quedó solo en un fuerte golpe. Mucha gente pensó que no se trataba de un simple accidente sino de un intento de asesinato organizado por el gobernador de la ciudad pero la investigación que se llevó a cabo no pudo descubrir nada.
En cuanto se recompuso del golpe marchó sin dilación a Austria donde llegó, a Wiener Neustadt, el 4 de febrero de 1678 para días después entrar en Viena. La boda se celebró el día 18 de febrero y la pareja estuvo junta en Innsbruck hasta abril cuando Carlos V de Lorena se unió al ejército imperial en Worms.
En mayo, con vistas de que las negociaciones no parecían fructificar, el ejército imperial se situó cerca de Offenburg. Su intención era internarse con parte de su ejército en Alsacia para que crearan una distracción para el ejército francés y con el resto del ejército sitiar Friburgo. Sin embargo, François de Créquy se adelantó y cruzó el Rin por Neuf-Brisach. Ambos ejércitos se encontraron en Reinfeld pero no llegaron a entrar en batalla porque la zona era ideal para llevar a cabo una estrategia defensiva y sabían que quien atacase sufría muchas bajas al tener que cruzar unos desfiladeros.

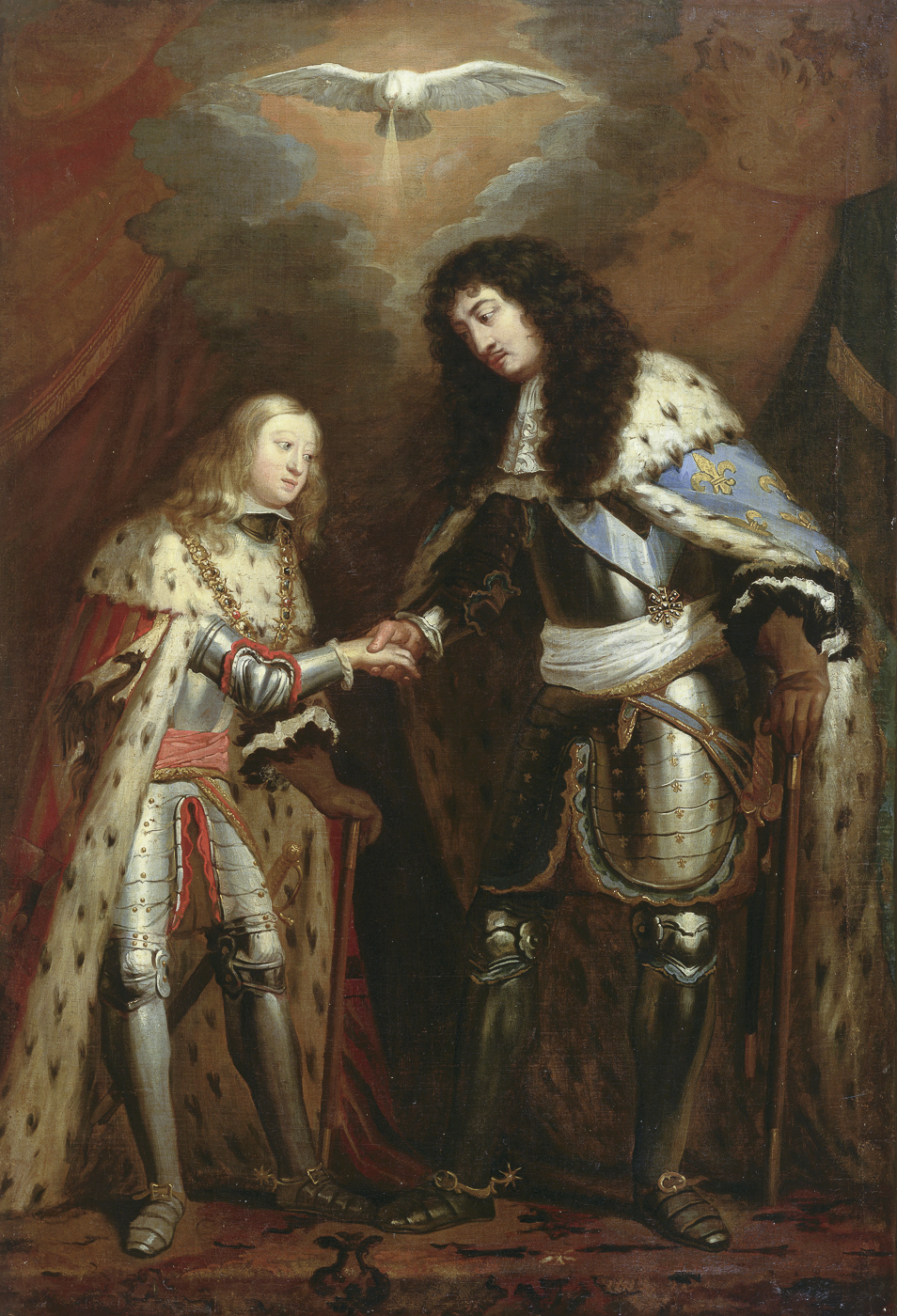
Alegoría del Tratado de Nimega.

Toda la campaña sucedió igual que la anterior con pequeñas escaramuzas pero con el Mariscal de Créquy evitando en todo momento la batalla campal. Carlos de Lorena intentó en todo momento tentar a François de Créquy para que le diera batalla campal y con este motivo se dirigió a Offenbourg pero el Mariscal francés se adelantó y atacó a las Guardias Imperiales. En el enfrentamiento los imperiales perdieron 800 soldados y los franceses otros tantos por lo que su situación quedó igual que antes del enfrentamiento.
Tras cruzar el Rin cerca de Phillipsburg el ejército imperial tomó Landau in der Pfalz.
La campaña terminó con esta conquista porque poco después se firmaron los Tratados de Nimega que puso fin a la Guerra Franco-Holandesa. 
En estos tratados, Luis XIV no permitió que sus embajadores tratasen con los embajadores loreneses como los de un estado soberano. Todos los Estados europeos lo reconocieron como tal, a excepción de Francia que continuó ocupando sus ducados.

### La Gran Guerra Turca
Con el fin de la Guerra Franco-Holandesa, Leopoldo I de Habsburgo emprendió una política contrarreformista que tenía como objeto terminar con el protestantismo en sus estados.

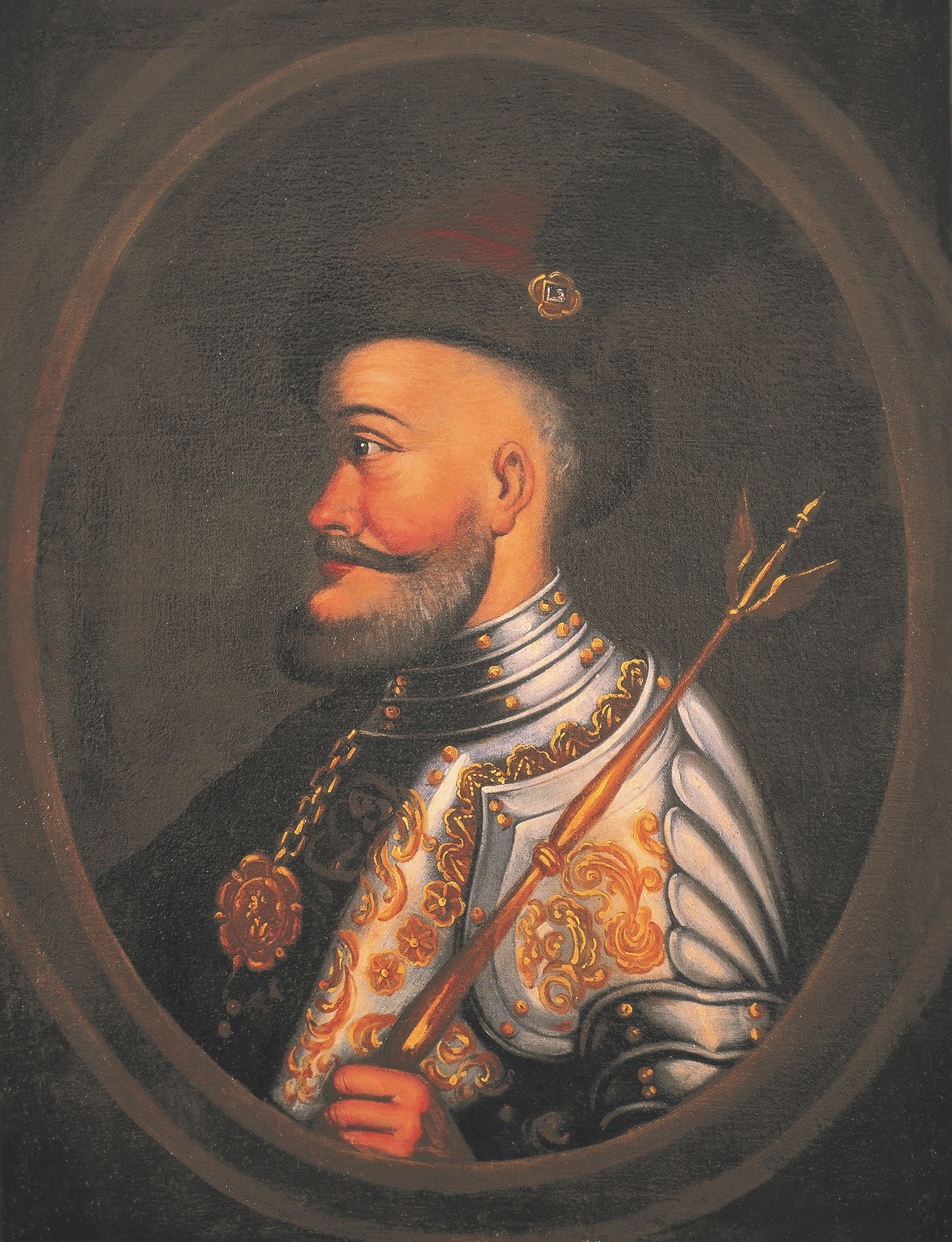
Miguel Apafi I.

Los protestantes, viéndose en peligró, acudieron a Miguel Apafi I pero como el Emperador se mantenía en paz con Francia tuvieron que acudir Mehmed IV, el sultán otomano para buscar protección. Leopoldo I que tenía sospechas de los acuerdos de los protestantes con el sultán intentó renovar la tregua. Los otomanos fingieron aceptar firmar una nueva tregua pero en 1682 los preparativos militares eran evidentes. 
Carlos V de Lorena tuvo que superar el invierno de 1682 una enfermedad y apresurarse para la campaña que se avecinaba para lo que marchó a Bratislava.
En febrero de 1683 se elaboró una lista de las tropas imperiales y de sus lugares de estacionamiento para saber con cuantos efectivos se podían contar en la lucha contra el Imperio otomano. El ejército imperial contaba con 70 compañías en Bohemia,  45 en Moravia y 48 en Silesia. En el oeste de Hungría permanecen 75 compañías y otras 38 en la Alta Hungría. En las tierras de la baja Austria (Estiria, Carintia y Carniola) están situadas 43 compañías (5.600 infantes y 1.200 jinetes) y en la Alta Austria 40 compañías (4.000 infantes y 1.600 jinetes). Además de 18 compañías repartidas por el Sacro Imperio Romano Germánico. En total las tropas imperiales cuentan con 44.800 infantes y 17.600 jinetes.
El problema para el Consejo de Guerra “Hofkriegsrat” era saber cuántos de estos hombres podían ser movilizados sin que supusiera un riesgo para el resto de fronteras imperiales, sobre todo debido a la política agresiva de Luis XIV de Francia. 
Finalmente solamente 7500 hombres abandonaron las fronteras occidentales para reunirse en Kittsee, cerca de Bratislava, entre el 21 de abril y el 6 de mayo con las tropas procedentes de Bohemia y de las tierras austriacas. También se reunieron 5.000 soldados de nuevo reclutamiento.

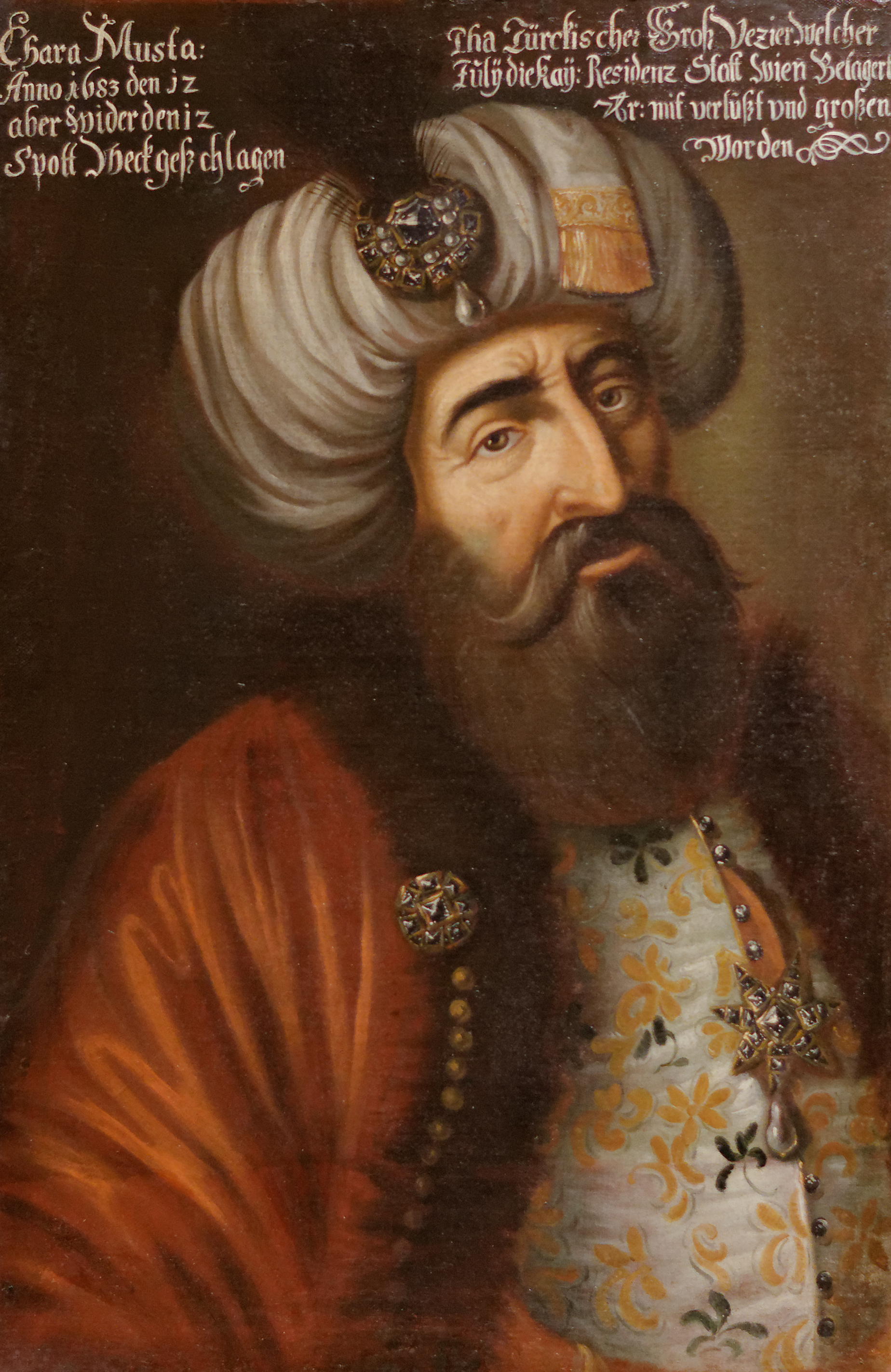
Kara Mustafá Gran Visir otomano.

Leopoldo I de Habsburgo nunca pretendió ser un general victorioso por lo que el mando del ejército se le entregó a Carlos de Lorena a pesar de que el presidente del Consejo de Guerra, Herman de Baden, no tenía mucha confianza en él. 
El 10 de abril de 1683, Carlos de Lorena se reúne con el Consejo de Guerra para discutir la estrategia a seguir. Las reuniones se prolongan hasta el día 21 de abril y la determinación más importante es concentrar al ejército en Komárom en el centro de la frontera entre la Hungría Real y la Hungría otomana, otras tropas guardaran el paso del Río Váh y del río Raab.
Las tropas finalmente reunidas en Kittsee suman 32.000 hombres (21.000 infante y 10.800 jinetes y dragones).
Su principal idea era realizar una marcha hacia el este para apoderarse de alguna plaza fuerte que estuviese en poder de los turcos para obligarlos a ocupar la campaña en recuperar la plaza perdida. El objetivo de estas marchas era Esztergom  o como alternativa Neuhäusel. 
A pesar de la renuencia del Consejo de Guerra, Carlos de Lorena obtuvo del emperador el permiso para atacar una de estas ciudades.
La campaña de verano fue un fracaso. Carlos V de Lorena se veía obligado a consultar todas sus decisiones con Leopoldo I y con el Consejo de Guerra que, controlado por Herman de Baden, no le dejaba desplegar sus facultades estratégicas. Exasperado por la renuencia general de muchos oficiales de alto rango para aceptar sus órdenes. Lorena cayó enfermo de preocupación y agotamiento. 

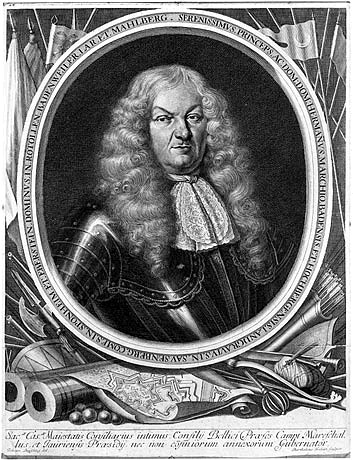
Herman de Baden, presidente del “Hofkriegsrat”

El 19 de mayo  el ejército imperial alcanzó Györ y al día siguiente partió en dirección a Komárom y finalmente se dirigió a Esztergom donde el ejército tuvo que esperar varios días la llegada de la artillería. 
Los oficiales no estaban de acuerdo con atacar la ciudad pero Carlos de Lorena estaba decidido a iniciar el ataque a pesar de los gruñidos de los oficiales y de los contradictorios informes que llegaban sobre la velocidad y dirección del avance del ejército otomano.
Llegaron informes que decían que el Gran Visir,  Kara Mustafá y el ejército otomano habían cruzado el río Danubio por Osijek por lo que las tropas imperiales se podían ver expuestas a un ataque a campo abierto y Carlos de Lorena decidió abandonar el asedio pero poco después otros informes informaban que esas fuerzas eran solo una avanzadilla.
El 2 de junio  Carlos V de Lorena propone por última vez asaltar Esztergom pero los oficiales vuelven a quejarse y le dicen que lo mejor es atacar Neuhäusel. Finalmente Carlos de Lorena tiene que aceptar los consejos de sus oficiales.
Esta indecisión en Carlos es aprovechada por Herman de Baden quien se queja ante Leopoldo de que ha desperdiciado seis semanas en Esztergom. 
El 8 de junio, las tropas imperiales alcanzan Neuhäusel pero nuevas órdenes de Viena le instan a que permanezca a la defensiva y que se contenté con cercar la ciudad lo que desespera a Carlos V de Lorena.  El asedio de la ciudad no avanza. Varias piezas de artillería quedan atascadas en el barro en el camino de Komárom y la artillería que se encuentra disponible no está emplazada en el lugar ordenado por Carlos de Lorena quien piensa que esto se debe al sabotaje de algún oficial.
Finalmente le llegan noticias de que fuerzas turcas y tártaras se encuentra en Buda  y que avanzan hacia Neuhäusel. 
Carlos V de Lorena, a pesar de estas noticias, está convencido de que es necesario realizar un ataque a la ciudad pero en el consejo de oficiales, estos se niegan y obligan a Carlos de Lorena a retirar al ejército hacía Komárom.
Una vez en Komárom, el ejército imperial tiene que esperar durante diez días inmóvil a que lleguen noticias del avance turco .
El 21 de junio llegan las primeras tropas turcas a Komárom y obliga a los imperiales a retirarse a Györ.

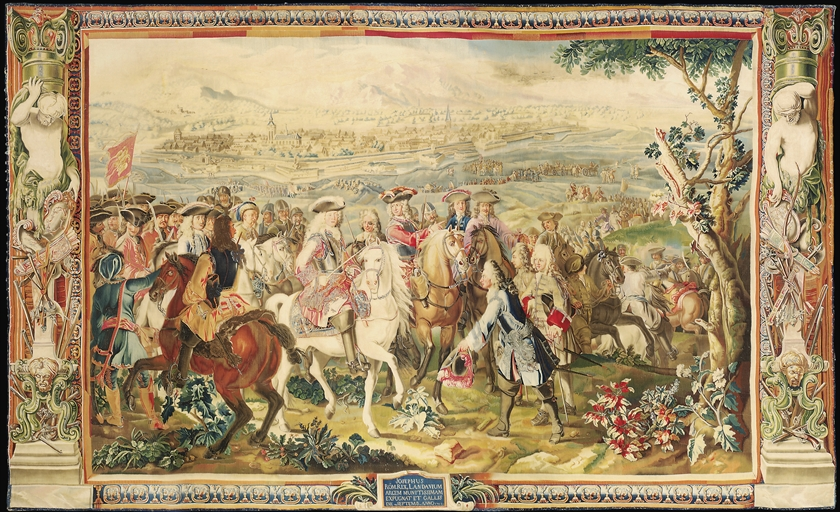
Asedio de una ciudad por Carlos V de Lorena.

Una vez en la ciudad había que elegir qué plan seguir. Algunos oficiales opinaban que se debía colocar al ejército en el ángulo entre la margen derecha del Raab y el Danubio, frente a las fortificaciones de Györ. Sostenían que las defensas de la ciudad estaban demasiado débiles como para resistir a la artillería pesada turca.
Carlos V de Lorena inspeccionó el mismo las posiciones y tomó la disposición de levantar una empalizada delante de las defensas de la ciudad, para que se completase en poco tiempo, envío a 7.000 soldados a trabajar en las defensas. Parte de la caballería y de los dragones fueron enviados algo al sur y otros al norte para observar cualquier movimiento del enemigo. También se destruyeron los puentes que cruzaban el río Raab.
Finalmente el día 1 de julio llegaron las avanzadillas turcas y se comienza a levantar el campamento en el margen derecho del Raab. La madrugada del día 2 de julio  los turcos intentan cruzar el río por sorpresa pero los imperiales descubren sus intenciones y comienzan usar la artillería. Cuando amanecen los soldados imperiales descubren asombrados que tienen ante sí un gigantesco ejército de 150.000 soldados.
Carlos V de Lorena decide entonces que debe retirar el ejército separándolo en pequeñas fuerzas para que sea más difícil su destrucción. Envía a parte de la infantería hacia Szigetköz, los bagajes y artillería son trasladados a Rabnitz y la caballería es enviada detrás. La retirada dura varios días y los tártaros causaran muchas bajas en la retaguardia imperial.
Finalmente el ejército marchó a Berg y Carlos V de Lorena tuvo que presentarse ante el vicepresidente del Consejo de Guerra para dar explicaciones sobre la campaña.
Las tropas imperiales aún tendrían que ir cediendo terreno a las tropas turcas que avanzaban hacía Viena.

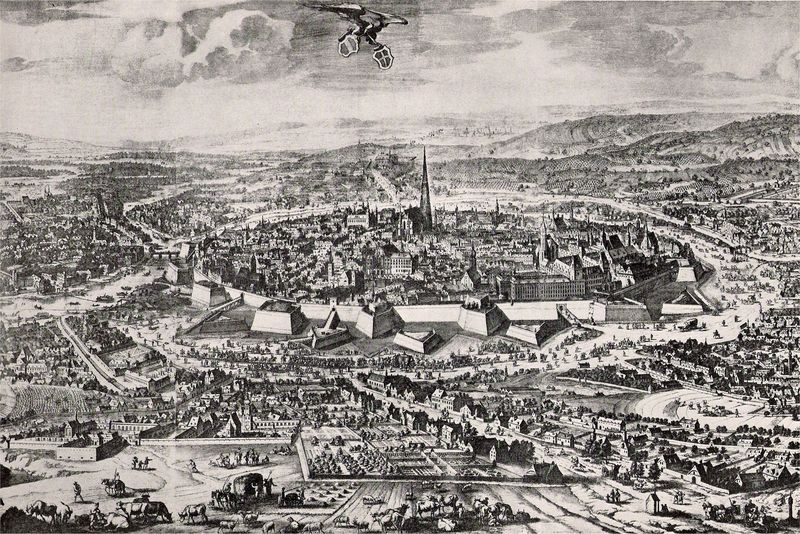
Fortificaciones y ciudad de Viena

#### El asedio de Viena y la batalla de Kahlenberg
El 25 de julio de 1683. un enorme ejército otomano de 125.000 soldados. aparecía frente a las murallas de Viena. De inmediato los otomanos emprendieron los trabajos del sitio y se empezaron a cavar trincheras subterráneas para minar las murallas. 
La capital austriaca estaba bien preparada para resistir, perfectamente proveída de alimentos y munición y con once regimientos de infantería bajo el mando de Ernst Rüdiger von Starhemberg.
A principios de septiembre, tras casi dos meses de cerco, las obras de los sitiadores se encontraban en un punto avanzado y se pensaba que pronto las tropas otomanas podrían penetrar en la ciudad.
Inocencio XI, conociendo el peligro que se cernía sobre la Europa cristiana si en Viena se alzaba el pendón otomano, instó a los príncipes católicos a que se unieran en la defensa de la cristiandad. Luis XIV de Francia esgrimió varios pretextos para no intervenir. El Imperio Español y varios principados italianos colaboraron con el envío de fondos. El mayor apoyo militar provino de los príncipes alemanes y la República de las Dos Naciones ya que la invasión otomana los afectaba directamente.

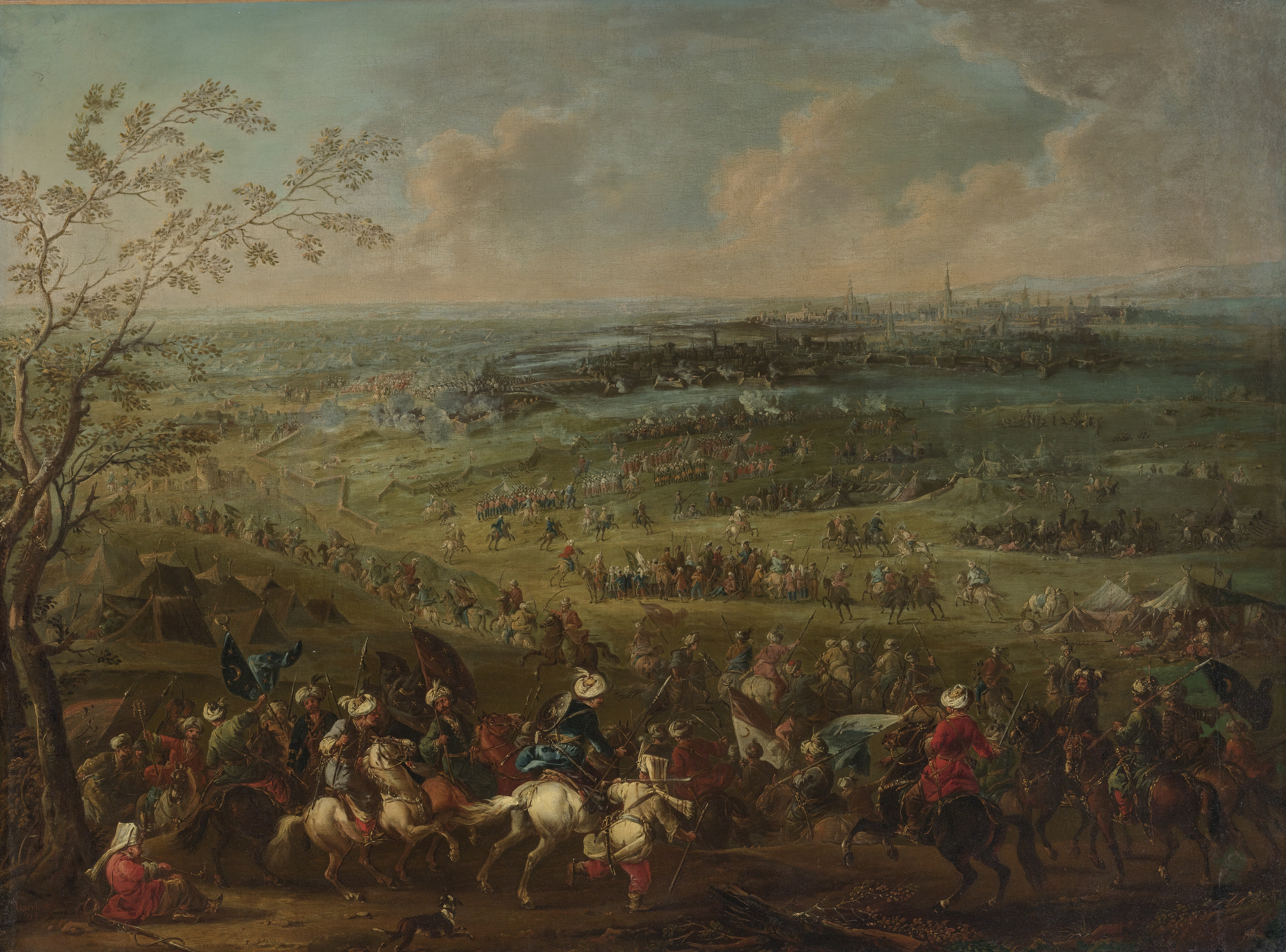
Asedio turco a Viena. Obra de August Querfurt

El prestigio ganado en su lucha contra los cosacos, tártaros y turcos por Juan III Sobieski le valió la designación como jefe de las fuerzas coaligadas que debían liberar Viena. Las tropas totales sumaban 85.000 soldados.
El ataque de los aliados cogió desprevenido a Kara Mustafá. Tras una rápida inspección del terreno, Juan Sobieski decidió que lo mejor era atacar de inmediato y no permitir al ejército otomano que se reorganizara. Tras realizar una misa solemne la tarde del día 12 de septiembre de 1683 el ejército aliado lanzó el ataque a las cuatro de la tarde.
Las tropas aliadas se dividieron en tres partes: el ala izquierda, comandada por Carlos de Lorena y Juan Jorge de Sajonia, seguiría el curso del Danubio hacia la ciudad; la zona central, bajo el mando Maximiliano II Manuel de Baviera y de Jorge Federico de Waldeck, avanzarían hacia Sievring y Wahring; y el ala derecha bajo el mando personal de Juan Sobieski.

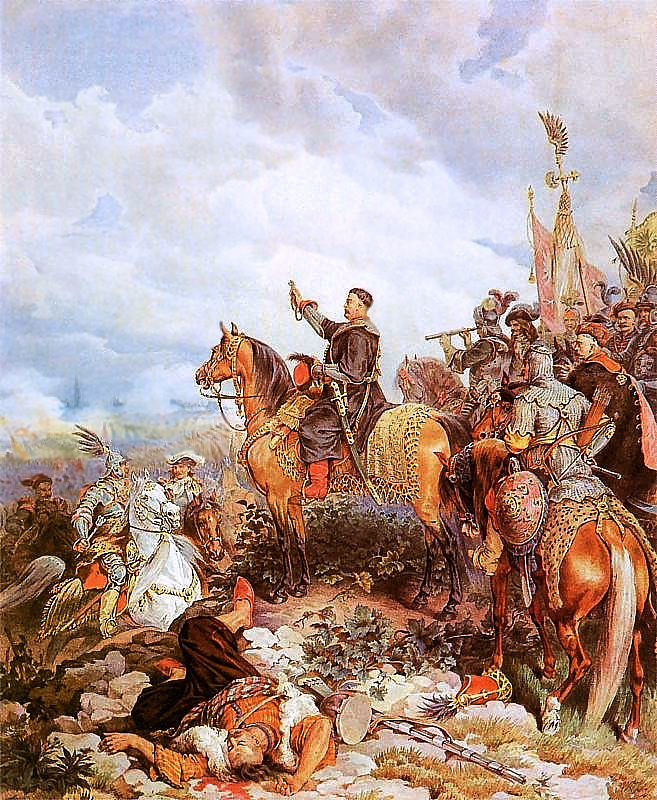
Juan III Sobieski bendice a las tropas antes de la batalla de Kahlenberg. Obra de Juliusz Kossak

Antes de entrar en batalla, en un acto correspondiente al ambiente de la Europa de la Contrarreforma, Juan Sobieski se cuidó de dar un sentido religioso a la lucha celebrando una solemne misa antes de entrar en batalla.  
Los primeros enfrentamientos tuvieron lugar entre las tropas del duque de Lorena, quien encomendó a Luis Guillermo de Baden-Baden el mando de los regimientos austriacos que debía hacerlos frente y el flanco izquierdo turco a las cuatro de la tarde.
El enfrentamiento se generalizó en toda la línea. El ala derecha, formado por los jinetes polacos, se vio retrasado por la dificultad del terreno pero cuando la caballería se hizo paso entre las colinas y bosques apareció flanqueando la derecha otomana dando la oportunidad de realizar un ataque de flanco. Juan Sobieski dirigió personalmente el ataque que produjo que los turcos comenzaran a huir hacia el propio campamento turco. El papel de los húsares polacos fue determinante y al grito de  “Dios salve a Polonia”   no cejaron hasta alcanzar la tienda roja del Gran Visir y repartirse su botín.

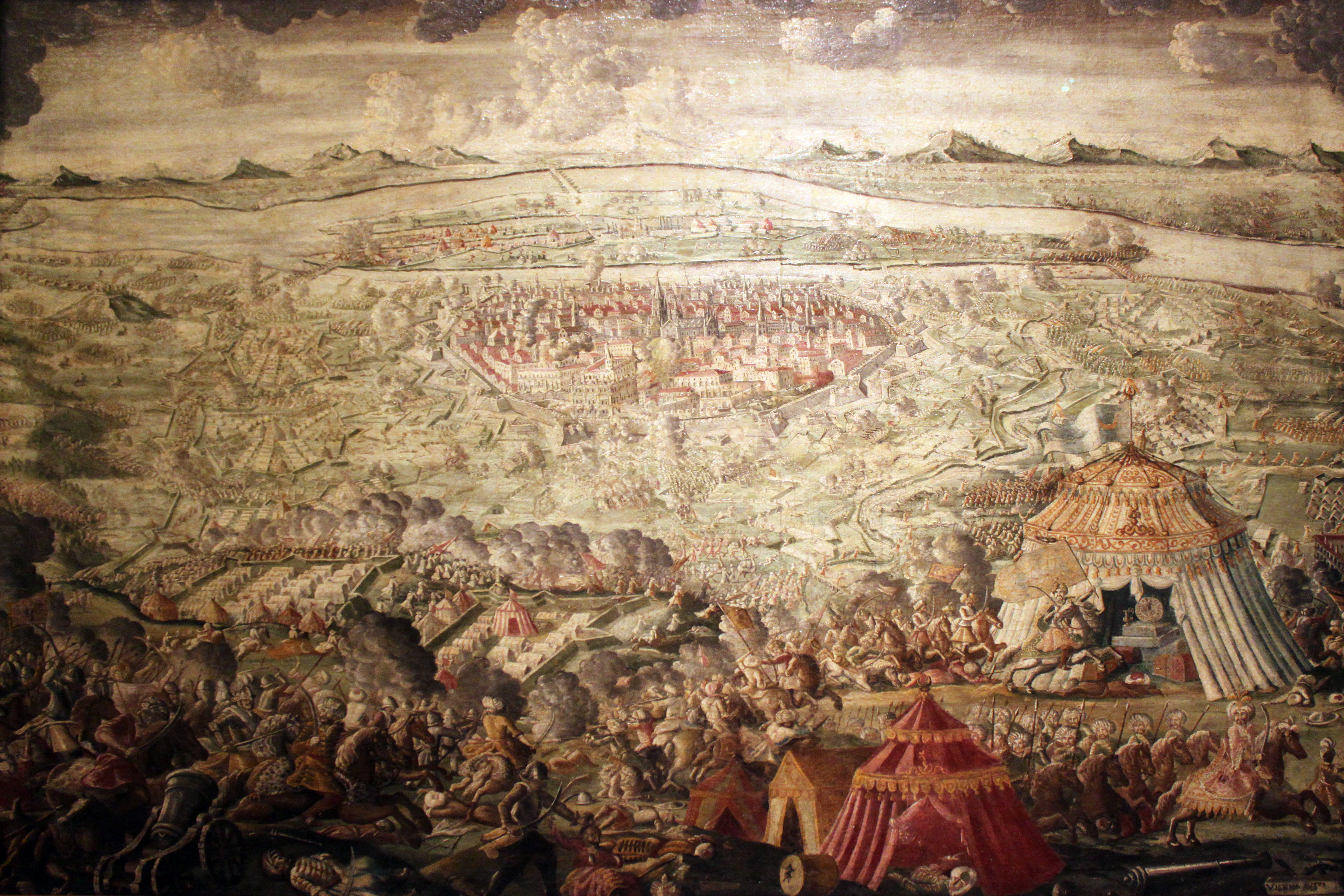
Batalla de Kahlenberg.

Al día siguiente a la batalla de Kahlenberg el duque de Lorena le envió a dar las gracias a Juan III Sobieski quien le respondió que había sido testigo de las acciones de Carlos de Lorena y que esta era una victoria en la que todos tenían su mérito y que el honor de la victoria se debía a su gobierno y a las tropas imperiales.
La salvación de Viena no supuso, sin embargo, el final del ejército otomano. A los pocos días varios príncipes alemanes quisieron abandonar el ejército imperial con sus tropas. Finalmente gracias a la mediación de Carlos de Lorena solo las tropas de Juan Jorge III de Sajonia abandonaron el ejército imperial.
El día 18 de septiembre el ejército aliado se puso en marcha y marchó hacia Presburgo y allí se enteraron de que el grueso del ejército otomano estaba en Buda y que había mandado efectivos a Gran y Neusel. Las tropas imperiales avanzaban lentamente y Juan Sobieski decidió marchar impetuosamente en pos de los turcos, atacándolos en Parkany. Las tropas polacas fueron rechazadas y el mismo rey polaco se enzarzó en la lucha con toda su caballería. Los polacos fueron víctimas de una emboscada y el rey polaco tuvo que abandonar el campo de batalla dejando atrás su bagaje y algunos estandartes (284). Carlos de Lorena tuvo conocimiento de la batalla y ordenó a sus tropas y las dirigió al combate haciendo que los turcos se retirasen. Los principales oficiales polacos, presas de la consternación, pedían la retirada del ejército pero Carlos V de Lorena pudo convencer a Juan Sobieski de la facilidad de tomar la fortaleza de Parkany.

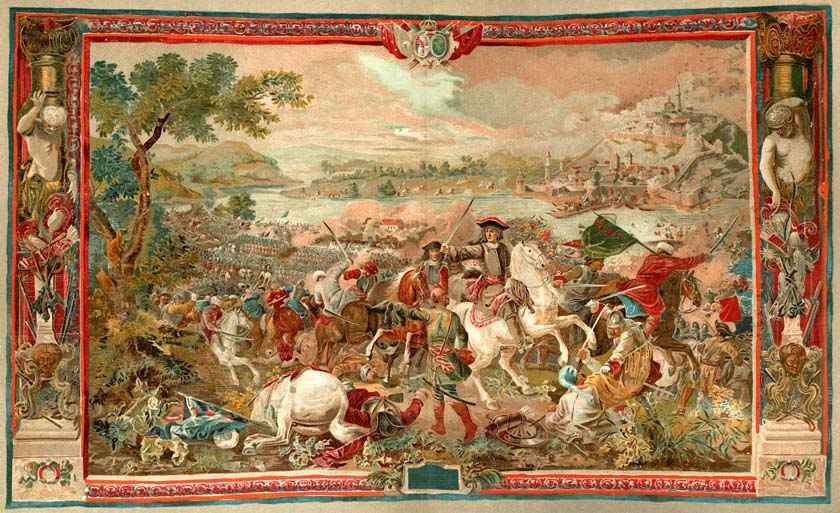
Carlos V de Lorena en la Batalla de Parkany.

Al día siguiente tuvo lugar la batalla de Parkany y la caballería polaca y alemana derrotaron a la caballería turca consiguiendo la victoria persiguiendo a los supervivientes hasta las mismas puertas de Parkany. El Duque de Lorena puso inmediatamente bajo sitio la fortaleza que capituló el día 9 de octubre de 1683,  pero los polacos, furiosos por la emboscada ocurrida unos días antes asesinaron a varios centenares de turcos, lo que fue muy sentido por Carlos de Lorena.
Tras este éxito, Carlos de Lorena decidió sitiar la ciudad de Gran que fue tomada tras solo cinco días de asedio (27 de octubre de 1683). tras lo que las tropas tuvieron que rebasar el Danubio y tomar sus cuarteles de invierno. 
Tras estos éxitos, Juan Sobieski intentó interceder ante Leopoldo I por los protestantes húngaros pero no se llegó a ningún acuerdo.
La siguiente campaña empezó con la conquista de Visegrád por parte de Carlos de Lorena. El Bajá de Buda avanzó al frente de 15.000 soldados contra las tropas imperiales y se enfrentaron en la batalla de Weitizen donde Carlos V de Lorena consiguió la victoria capturando los bagajes, gran número de prisioneros y estandartes turcos. Poco después tomó también la ciudad de Pest (28 de junio de 1684) y avanzó hacia la ciudad de Buda, ciudad que había sido la capital del reino de Hungría.

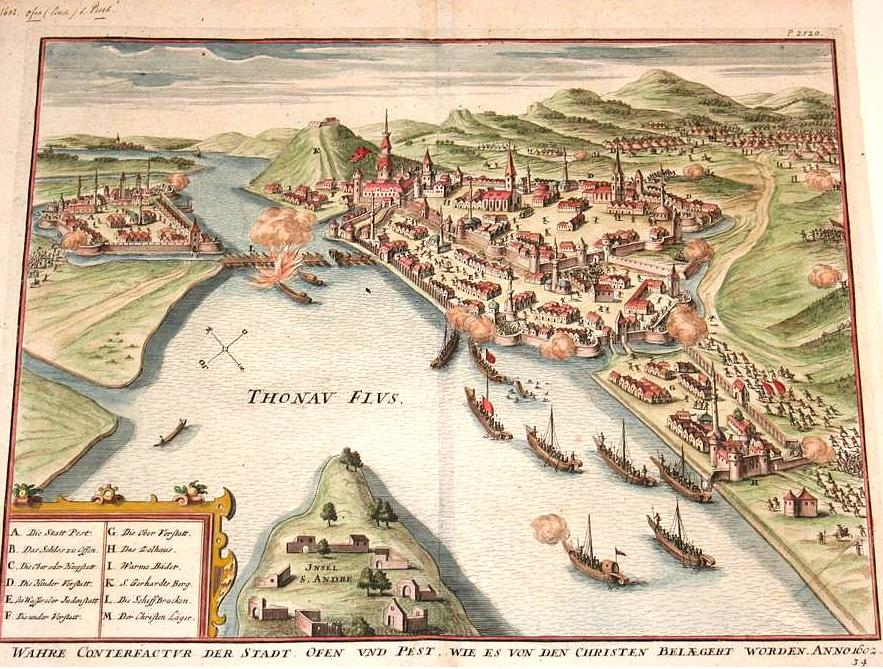
Ciudad de Pest (1602).

#### Sitio de Buda (1684)
A los pocos días de comenzar el asedio de Buda, las fuerzas imperiales se apoderaron de los arrabales de la ciudad y algunos sitios estratégicos desde donde pudieron emplazar la artillería. Poco después comenzaron a abrirse las primeras brechas en las murallas lo que hacía presagiar un final favorable a los imperiales.
Sin embargo las cosas se complicaron rápidamente, el Gran Visir avanzó hacia la ciudad con 20.000 soldados y Carlos de Lorena decidió, para no quedar encerrado entre dos ejércitos,  dar batalla a las fuerzas de socorro con 15.000 soldados mientras el resto seguía asediando la plaza. La batalla terminó con la victoria imperial y más de 4.000 soldados turcos fallecieron y otro gran número fue hecho prisionero o herido. Además, el ejército imperial se hizo con los bagajes, municiones, artillería y estandartes.
Mientras la batalla tenía lugar, los sitiadores seguían castigando la plaza con el fuego de la artillería. Los sitiados realizaban frecuentes salidas que castigaban a los sitiadores pero el cerco avanzaba y las minas empezaron a desbaratar las fortificaciones. Esta situación hizo creer a Carlos de Lorena que lo mejor era intentar un ataque general, pero en este tiempo el duque de Lorena cayó enfermo y se vio obligado a retirarse de la ciudad y el asalto a la ciudad fue suspendido.

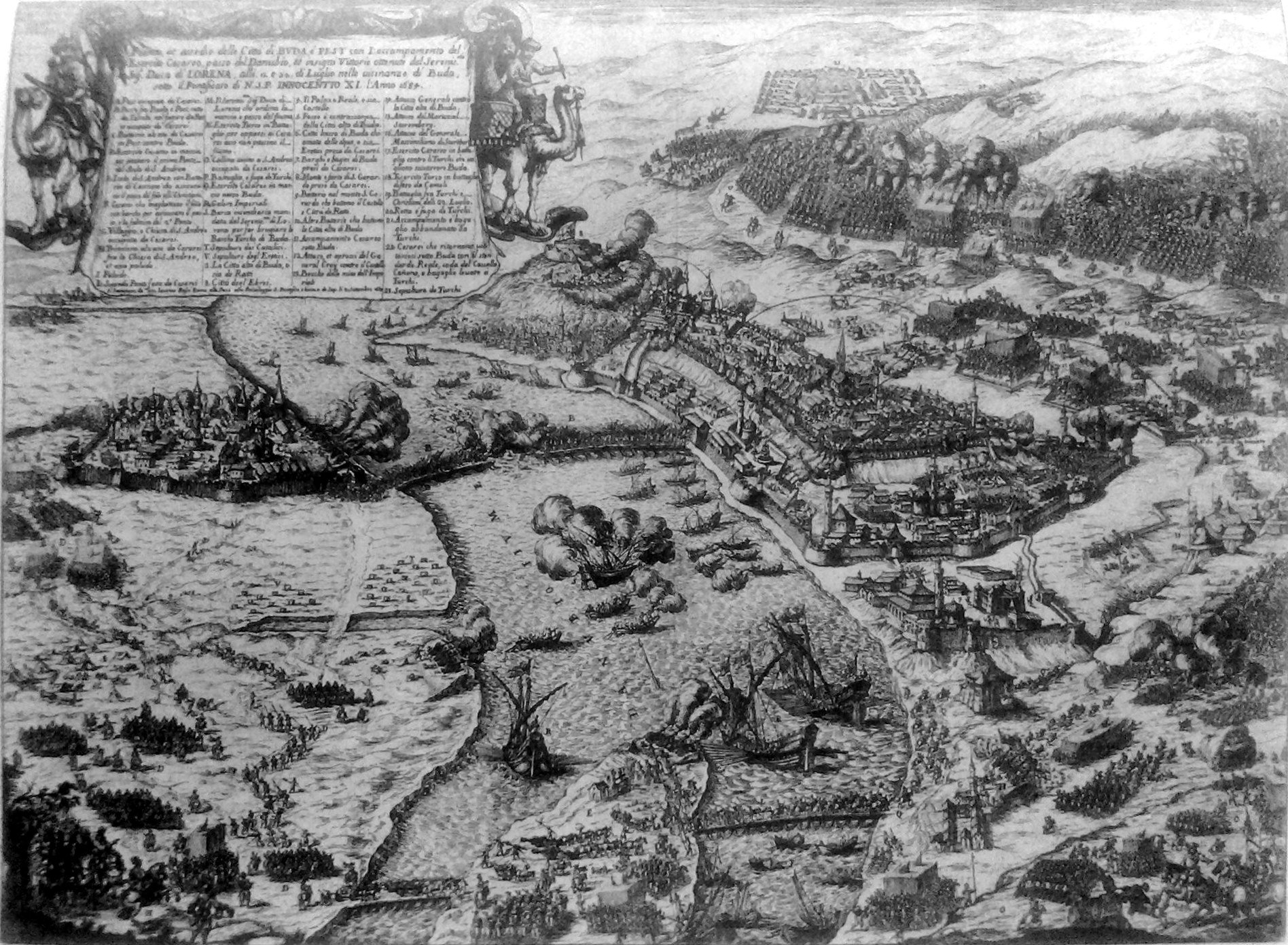
Asedio de Buda (1664)

Mientras el duque de Lorena se encontraba enfermo, Maximiliano II Manuel de Baviera llegó a Buda e instó al gobernador de la ciudad a que se rindiese ofreciendo buenas condiciones pero el gobernador no respondió sino con continuas salidas.
Los otomanos no se habían quedado de brazos cruzados mientras tanto y finalmente el ejército imperial quedó encerrado entre el ejército sitiado y un ejército de socorro. Finalmente, después de muchas fatigas, esfuerzos inútiles y la pérdida de 10 000 soldados imperiales en tres meses y medio. Las tropas otomanas atacaron con tanta ferocidad que Carlos de Lorena reconoció que era necesario retirarse. El sitio había comenzado el 14 de julio de 1684 y se levantó el 1 de noviembre.  
Las tropas imperiales tomaron cuarteles de invierno y se dejaron guarniciones en Visegrád y Weitizen y se demolieron las fortificaciones de Pest por su imposibilidad de conservar la ciudad por su cercanía a Buda. 

#### La liberación de Buda

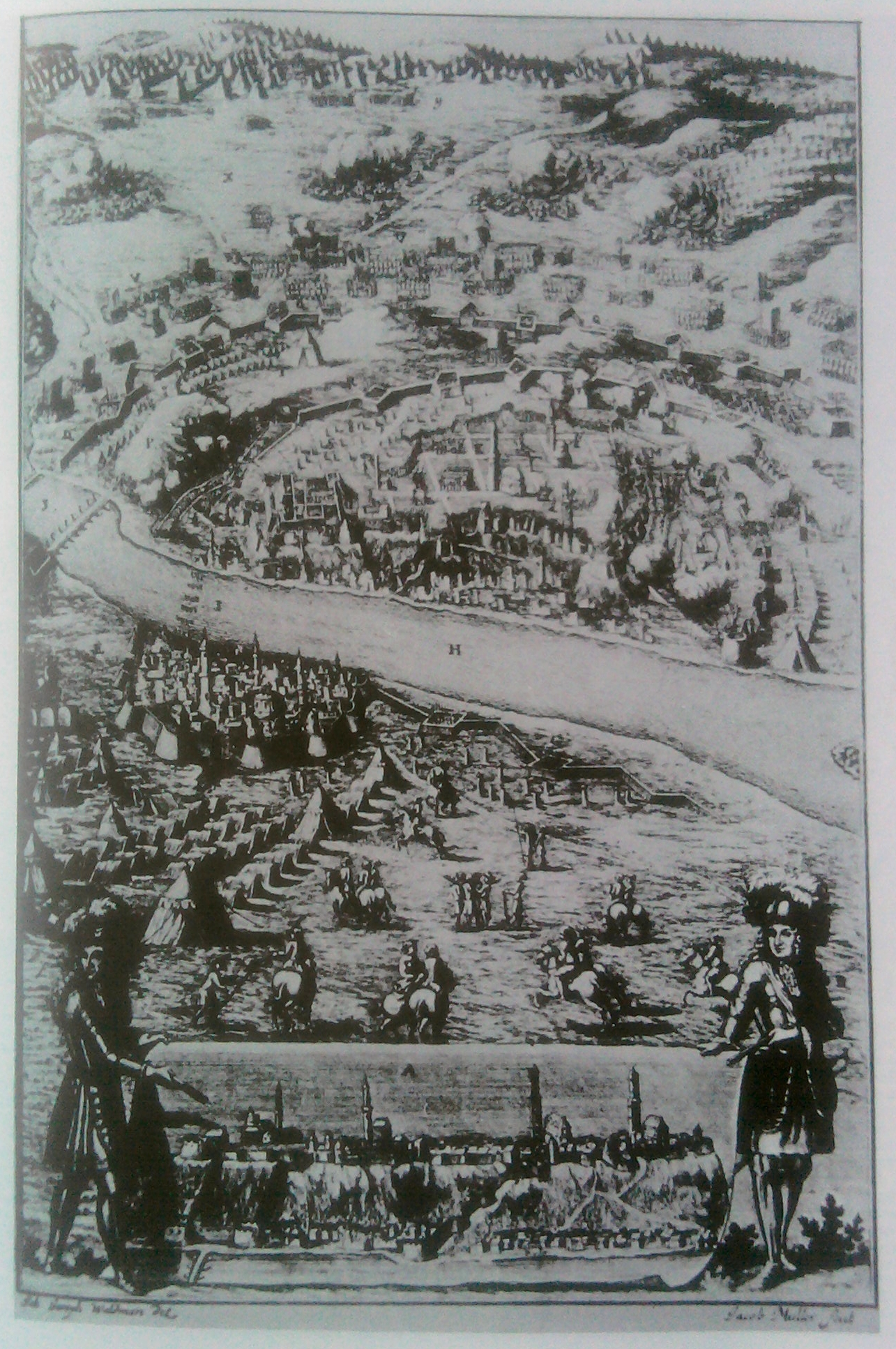
Asedio de Buda.

Carlos de Lorena, que había aprendido de los fracasos anteriores y, especialmente del asedio de Buda de 1684 exigió unos preparativos sistemáticos. 
La Campaña de 1685 fue destinada a empresa más pequeñas pero esenciales para proteger la retaguardia imperialista como fueron la conquista Nové Zámky en la orilla izquierda del Danubio y Esztergom en la orilla derecha. 
El camino hacia Buda quedaba entonces despejado y el Consejo de Guerra se convenció en 1685 de la posibilidad de tomar la capital húngara en la campaña siguiente.
Sin embargo no todos los generales estaban de acuerdo. Algunos pensaban que era mejor atacar primero Székesfehérvár en Transdanubia para garantizar aún mejor la retaguardia y evitar la reorganización de los turcos. Otros generales más atrevidos sugerían tomar la ofensiva en Eslavonia y apoderarse de Esseck y después girar hacia Buda. Otros incluso sugerían dirigir la ofensiva hacia el noreste y tomar Eger y Raión de Mukachevo.
Carlos de Lorena impuso finalmente su parecer y consideró que teniendo la posibilidad de tomar Buda no se debía posponer. Se sacaron conclusiones del fracaso de 1684 y se decidió que la concentración del ejército debía hacerse a principios de primavera en los alrededores de Parkany, antes de que el ejército otomano se agrupase en Belgrado.

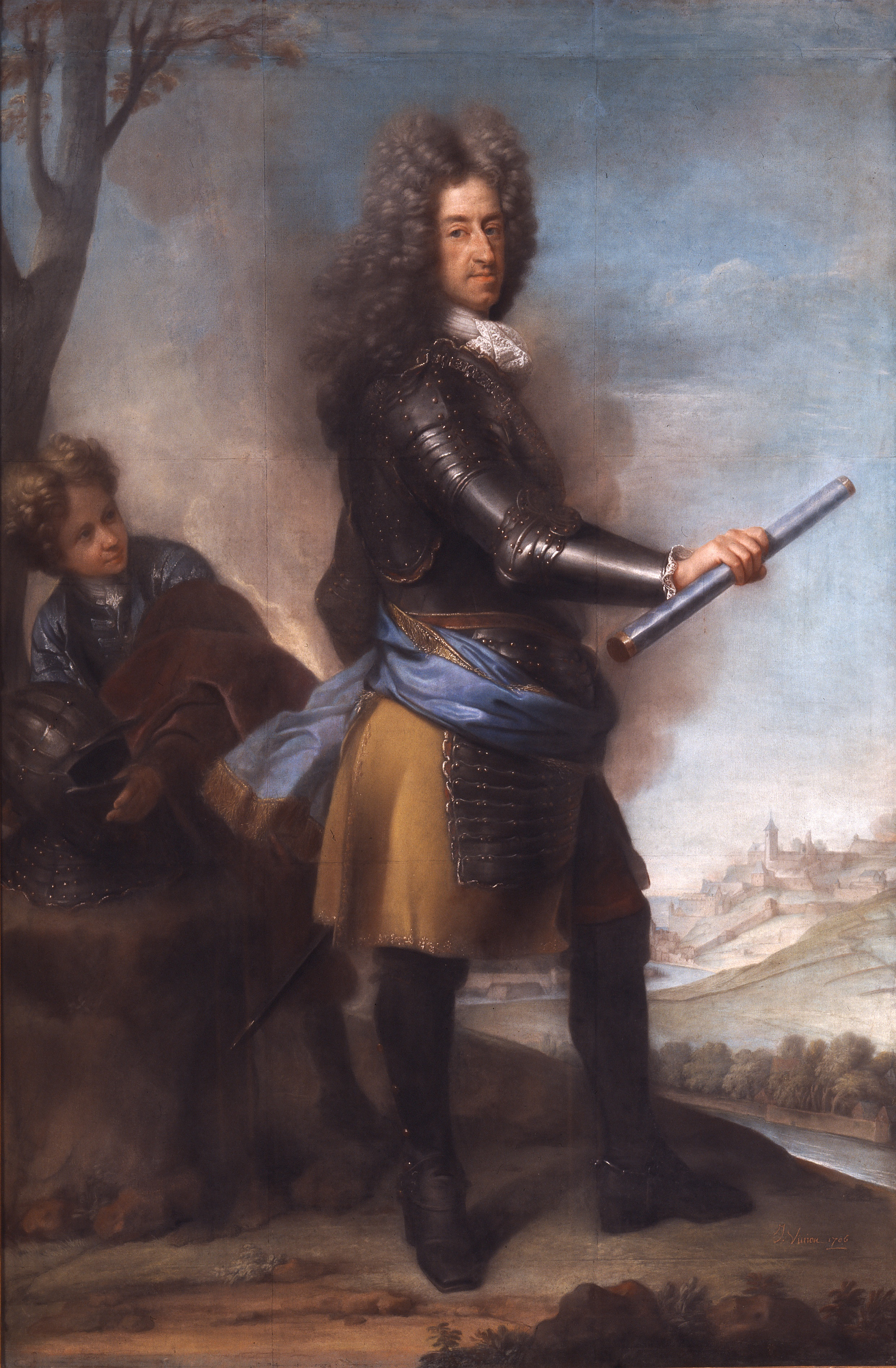
Maximiliano II Manuel de Baviera. Obra de Joseph Vivien

Mientras tanto los turcos intentaban firmar una paz que restaurase las fronteras a las de 1684 pero esta oferta se rechazó. 
El ejército cristiano era una coalición que además de las tropas imperiales contaba con las tropas alemanas  (4.700 sajones y 7.000 brandemburgueses ) y 6.000 voluntarios de toda Europa (incluyendo franceses a pesar de la prohibición de Luis XIV) alcanzando los 52.000 soldados.
También se incluía un contingente bávaro comandado por Maximiliano II Manuel de Baviera, lo que trajo alguna dificultad en el mando porque a pesar de ser Carlos de Lorena mayor y más veterano el elector de Baviera se consideraba superior por dignidad. 
Para evitar problemas se formaron dos ejércitos separados, uno bajo el mando del elector de Baviera y otro bajo el mando de Carlos de Lorena. Cada uno tenía un cometido: el elector, con 18.000 hombres debía ocupar Pest mientras que Carlos de Lorena asediaba Buda.
La ciudad de Buda se encontraba bajo el mando de Abdi Pasha que contaba con un contingente de 8.000 soldados de los cuales 3.000 eran jenízaros.
El 12 de junio de 1686 el elector puso bajo asedio Pest mientras que las tropas bajo el mando de Carlos de Lorena atravesaban el Danubio a la altura de Esztergom. 

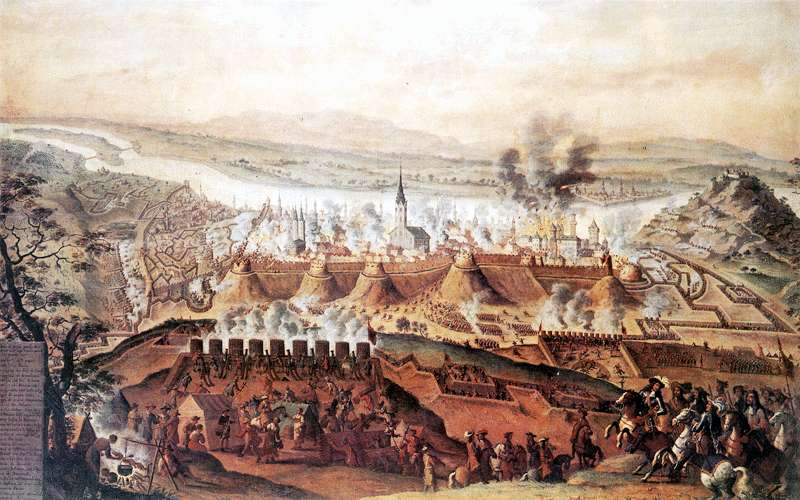
Asedio de Buda. Obra de Frans Geffles

El día 18 de junio la infantería comienza a cavar las trincheras de circunvalación que rodearon la ciudad de Buda para evitar la llegada de refuerzos a la ciudad. La guarnición otomana no se mantuvo a la expectativa y lanzó un ataque por el sector norte de la ciudad pero la llegada de la caballería imperial hizo que fracasase.
Al día siguiente, Carlos V de Lorena se apoderó de unos antiguos baños romanos que se encontraban a 1 km de la ciudad y situó allí su cuartel general.
El día 20 de junio llegó la artillería de sitio imperial mientras que los escuadrones de caballería impidieron la entrada de refuerzos en la ciudad. 
El primer objetivo de la artillería sería el barrio bajo poblado por judíos y cristianos ortodoxos. Por la noche se siguió bombardeando la ciudad con una batería de 12 piezas y por la noche del 23 de junio se abrió una gran brecha en la muralla. Al día siguiente, las tropas imperiales irrumpieron en la ciudad y los turcos tuvieron que retirarse a la ciudad alta que fue inmediatamente bombardeada tras instalarse una batería en el monte Gellert.
La noche del 26 de junio los turcos intentaron una nueva salida pero fue nuevamente inútil. 
Una nueva batería de artillería de cinco grandes piezas se instaló en el sur de la ciudad. En ese momento la ciudad estaba rodeada por tres líneas paralelas de trincheras y las baterías colocadas en todos los puntos bombardeaban constantemente las posiciones turcas.

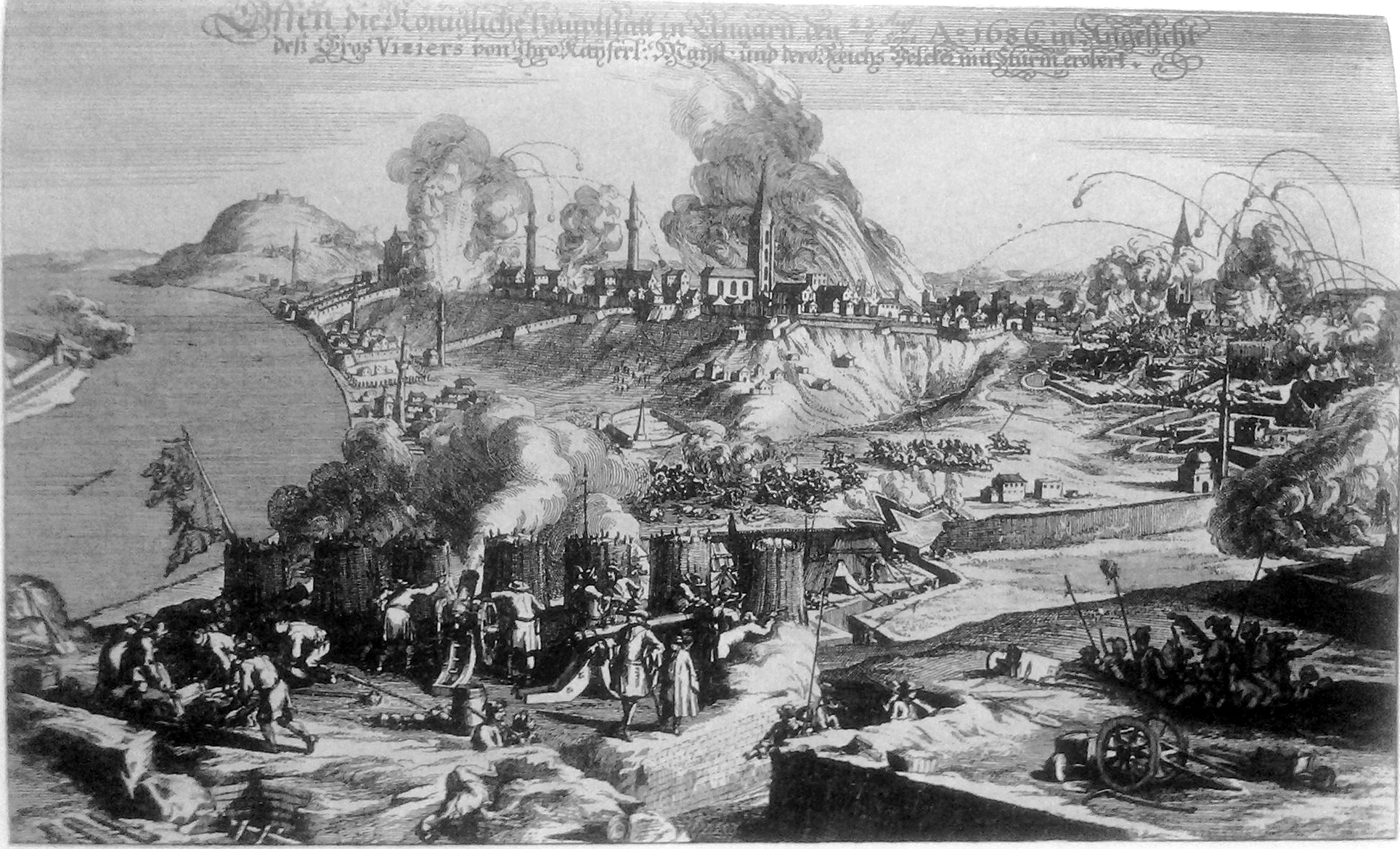
Asedio de Buda.

La guarnición turca tenía su esperanza depositada en la llegada de una fuerza de apoyo por lo que Carlos de Lorena quería tomar la ciudad al asalto, después de que se abriera una brecha en el muro. El 13 de julio de 1686 se llevó a cabo un gran asalto que sin embargo terminó en fracaso ya que se perdieron 1000 soldados. 
El 22 de julio un proyectil impactó contra el polvorín de la guarnición turca causando la muerte de 1.500 soldados turcos y una brecha de 120 pasos en la muralla.
Mientras los generales imperiales instaban a realizar un asalto, Carlos V de Lorena se negó y mandó un emisario al bajá de Buda con un ultimátum en el que señalaba que si no se rendían la guarnición sería masacrada. El bajá de Buda se negó a rendirse de manera insolente y el 27 de julio se llevó a cabo otro asalto que constó 2.000 bajas entre ambos bandos.
El día 30 mandó un nuevo ultimátum que fue nuevamente rechazado por el bajá quien trató de llegar a un acuerdo secreto con el elector de Baviera.
El 3 de agosto se intentó un nuevo asalto pero volvió a terminar en fracaso.
El 13 de agosto llegaron noticias de la marcha del Gran Visir con un ejército de 60.000 hombres que se dirigía para aliviar el asedio de Buda. El día 14 llegaron las avanzadillas turcas formadas por jenízaros y sipahis pero Carlos de Lorena envió contra ellos varios regimientos de caballería croata y húngara que consiguieron hacerlos retroceder tras perder 3.000 soldados, 12 cañones y 20 estandartes. El Gran Visir, después de algunas escaramuzas al sur de Buda se retiró a Belgrado sin llegar a enfrentarse al ejército imperial.

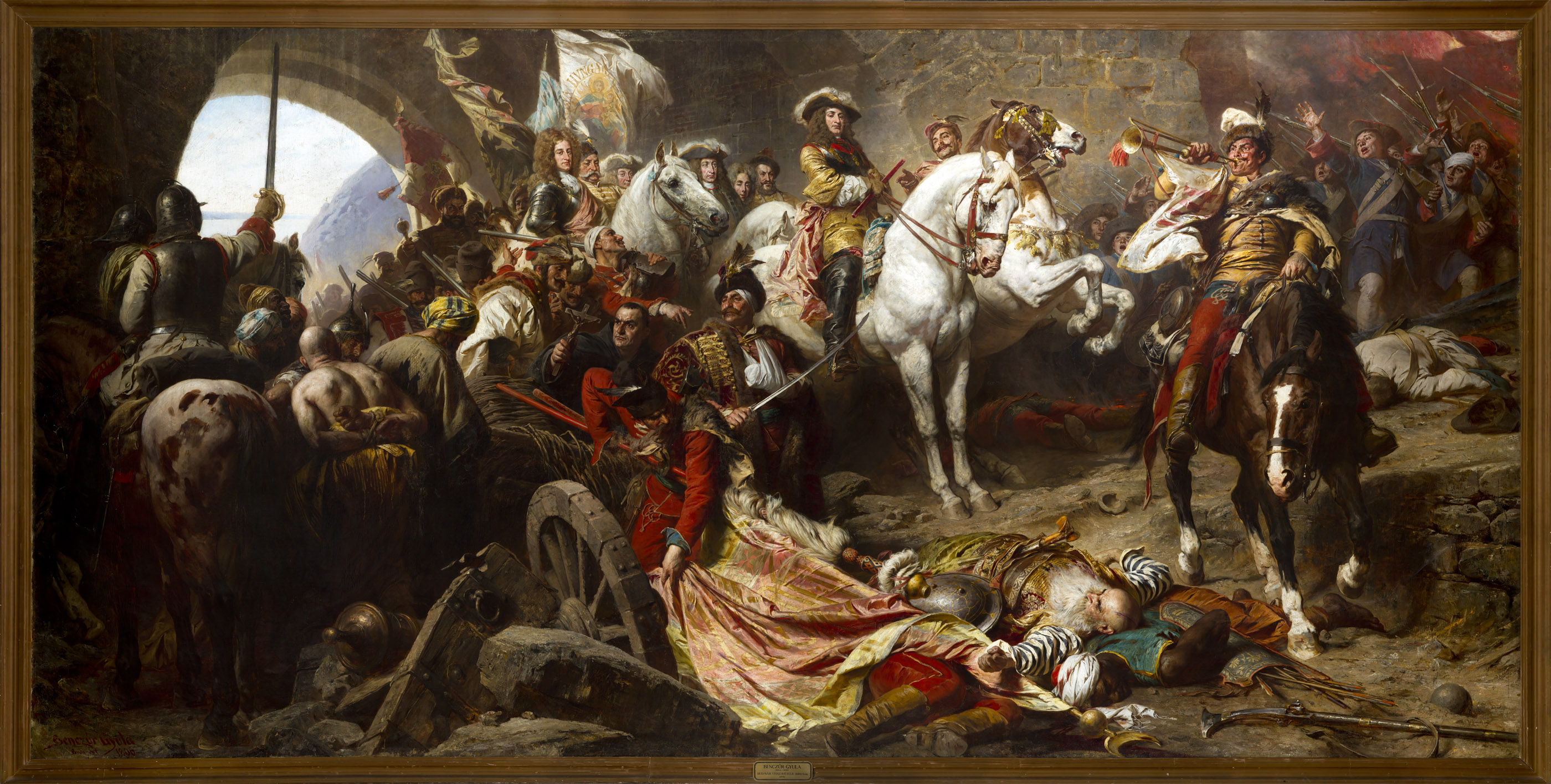
Entrada de Carlos V de Lorena en Buda. Obra de Gyula Benczúr

Carlos de Lorena decidió dar un asalto general el día 2 de septiembre de 1686. El asalto comenzó a las tres de la tarde y se inició con el ataque de 3.000 imperiales bajo el mando del Duque de Croy. Los otomanos se defendieron desesperadamente e hicieron retroceder por dos veces a las superiores fuerzas imperiales. El tercer intentó fue dirigido personalmente por Carlos V de Lorena y finalmente consiguieron entrar en la ciudad alta.
Tras la entrada en la ciudad, las tropas realizaron una matanza asesinando a cualquiera que encontrasen, ya fuesen hombres, mujeres o niños tal y como Carlos de Lorena había prometido en su ultimátum.
La última resistencia turca la llevó a cabo un grupo de 1.500 soldados que se encerraron en un reducto y pidieron una rendición honrosa que les fue concedida.
El botín fue majestuoso. Incluía 400 piezas de artillería, grandes cantidades de munición, suministros para un ejército de 30.000 hombres.
La importancia de Buda no fue solo grande por las consecuencias estratégicas sino que también tuvieron gran importancia en la perspectiva política y propagandística. 
La toma de Buda tuvo una gran explotación en los medios de comunicación vieneses y fue comparado con la liberación de Viena de 1683. Carlos V de Lorena fue aclamado en toda la cristiandad como el gran general que iniciaba la reconquista de las llanuras húngaras.  Una de las razones de tanto optimismo se basa en los repetidos fracasos imperiales en recuperar esta ciudad pues el asedio de 1686 era el séptimo intento de tomar la ciudad.

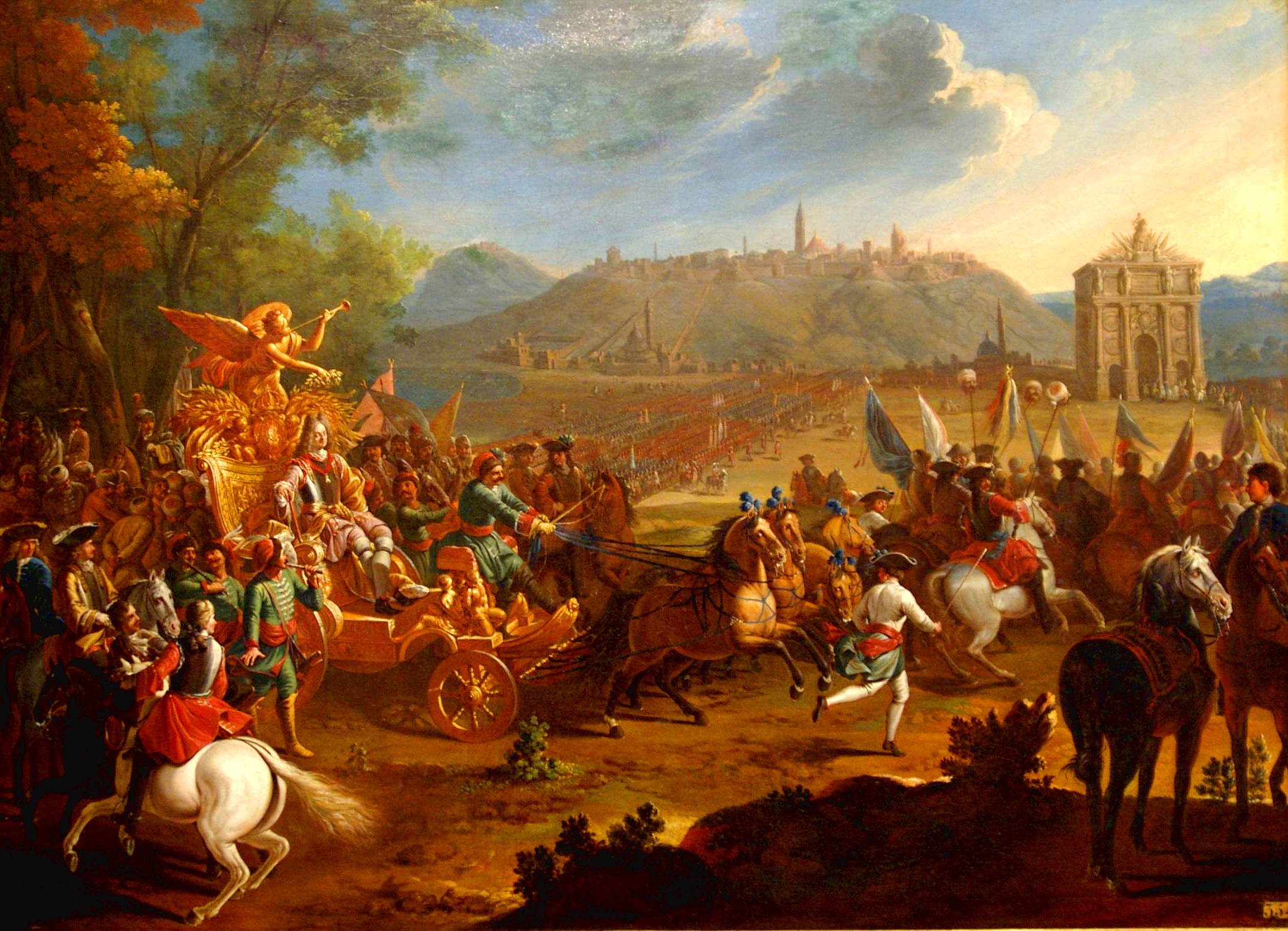
Entrada triunfal de Carlos V de Lorena en Buda. Obra de Charles Herbel

#### La batalla de Mohács
Tras la toma de Buda dividió Carlos de Lorena su ejército en dos mitades: uno gobernado por Luis Guillermo de Baden-Baden que debía juntarse con las tropas croatas comandadas por el conde de Scheffemberg y tomaría Darda y Karojba mientras que la otra mitad comandada por él cruzó el Danubio por Tolna acometiendo poco después Szeged.
La toma de Buda y de otras plazas por las tropas del Sacro Imperio Romano Germánico sumada a las conquistas venecianas en Dalmacia y Morea causaron gran espanto en Constantinopla y se empezó a gestar un clima de oposición al sultán por lo que este decidió hacer reformas en el Serrallo por lo que el Gran Visir, quien se encontraba en Belgrado se preocupó por su situación, tomando la resolución de que solo una victoria sería capaz de salvar su cabeza.

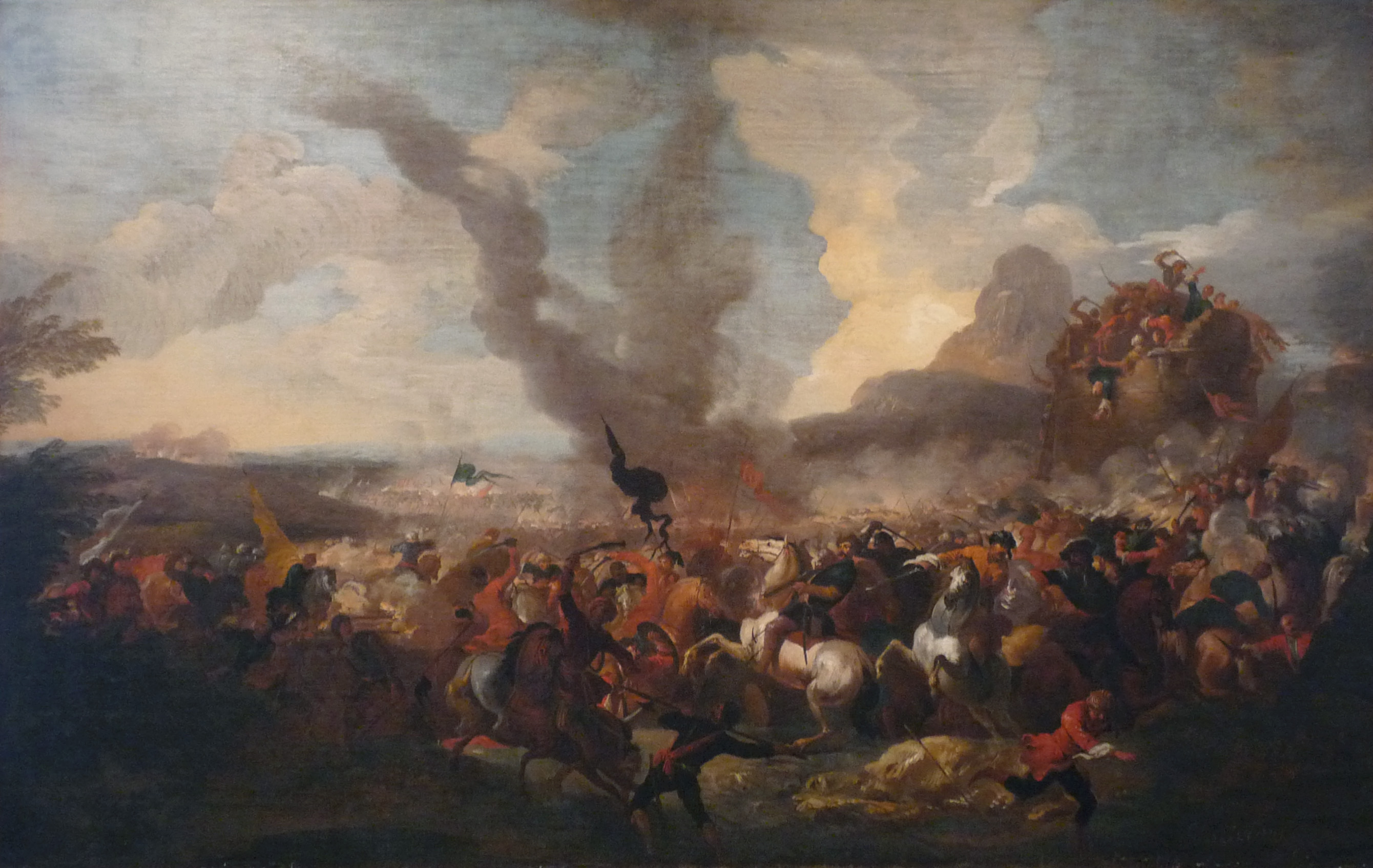
Batalla entre turcos e imperiales. Obra de Jan Peter van Bredael

Al comenzar la campaña, Carlos V de Lorena marchó desde Viena para reunirse con su ejército en Buda (4 de junio de 1687) cuando se puso en marcha hacía el río Drava pero no pudiendo pasar los puentes por la oposición de las tropas otomanas decidió, para que la campaña tuviese algún adelantó sitiar Szigetvar, sin embargo, fuertes lluvias le hicieron replantearse la situación y finalmente pudo pasar el río Drava. Tras dos días de marcha, en la que el ejército imperial marchó soportando las escaramuzas otomanas, el ejército imperial se encontró frente a un ejército otomano que además se encontraba tras fortificaciones
El duque ordenó el ataque imperial precipitadamente, lo que costó ochocientas bajas y Carlos de Lorena se vio obligado a cambiar de táctica intentando, en vano, atraer a los turcos a una batalla lejos de las fortificaciones.

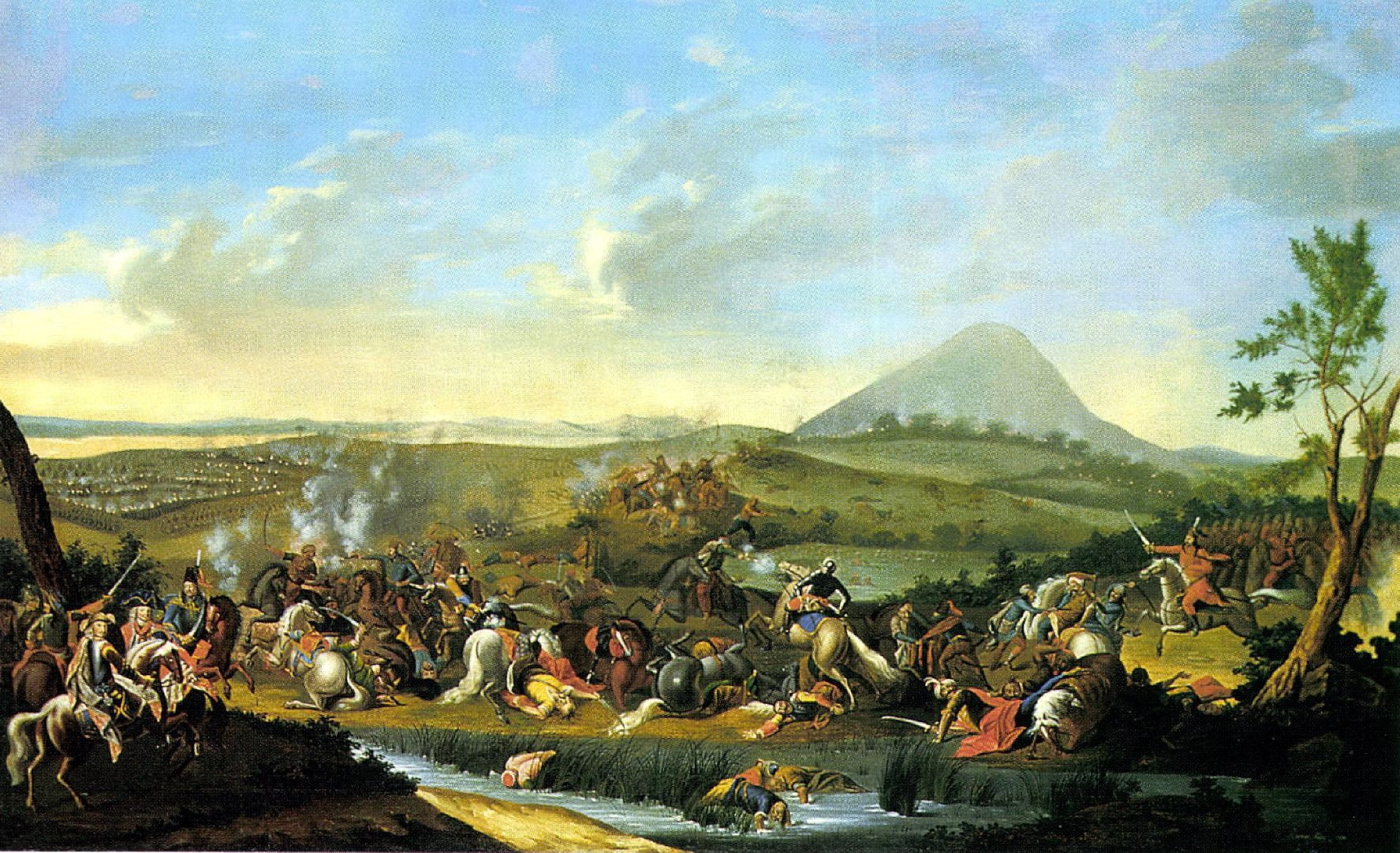
Batalla de Mohács (1687). Obra de József Borsos

Tras un día intentando por diversas maniobras atraer al enemigo se vio que este no pensaba abandonar sus fortificaciones por lo que Carlos resolvió retirarse para no exponer en demasía a su ejército y marchó hacía Mohács, sin que el Gran Visir le molestase.
Días después de llegar a la ciudad llegaron noticias del avance del ejército otomano por lo que Carlos V de Lorena decidió intentar atraerlos a una batalla campal. 
Carlos V de Lorena engaño al Gran Visir otomano haciéndole creer que no tenía fuerzas suficientes para hacerle frente por lo que el turco mandó sobre el ala izquierda imperial a 10 000 sipahis y 5.000 jenízaros. Maximiliano II Manuel de Baviera, quien mandaba el ala izquierda pudo sostener el ataque, a pesar de recibir un mosquetazo en la mano. Al tiempo que esto sucedía, Carlos V de Lorena formó una media luna en su ala derecha para atacar con ellas el ala izquierda otomana tanto de frente como de flanco, obligándola a retirarse. Tras esta maniobra cundió el desorden entre los turcos quienes se vieron obligados a retirarse sufriendo grandes pérdidas. 

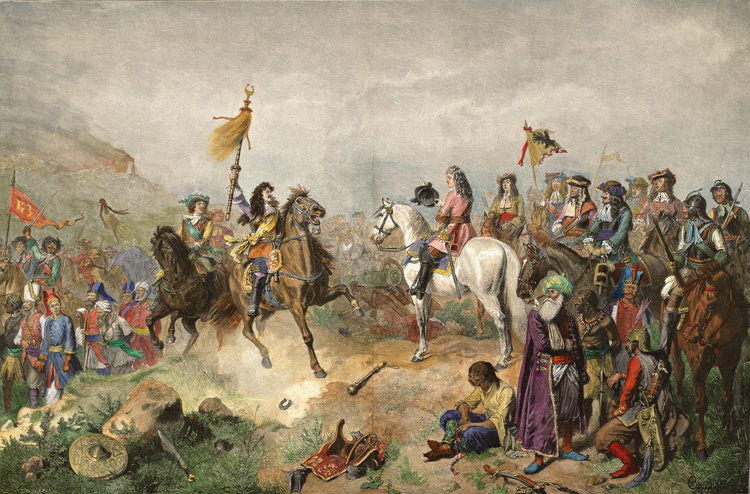
Batalla de Mohács (1687). Obra de Wilhelm Camphausen

Esta batalla, conocida como Batalla de Mohács (10 de agosto de 1687) tuvo lugar en la misma ciudad que la batalla de 1526 en la que Solimán el Magnífico derrotó a los húngaros de Luis II de Hungría y que significó el final de la independencia húngara. El ejército imperial se hizo con ochenta piezas de artillería y doce morteros y todas las provisiones y riquezas del campo otomano. Los otomanos tuvieron 12.000 bajas.
Dos días después se cantó el Te Deum en la tienda del Gran Visir otomano y al siguiente día se levantó el campo. 
Poco después de la batalla, las continuas lluvias y el mal tiempo impidieron que se produjeran más progresos en esa campaña. El duque tomó cuarteles de invierno cerca de las fronteras de Transilvania amenazando Temesvar y otras ciudades transilvanas. La presión a la que fue sometida Transilvania le hizo ponerse bajo la protección imperial tras lo que Carlos de Lorena regresó a la Alta Hungría donde quedaron estacionadas las tropas.
Él marchó a Bratislava donde el archiduque José iba a ser coronado rey de Hungría siendo recibido por el emperador con grandes muestras de gozo. A los pocos días partió hacía Viena y de allí a Innsbruck donde pasó un tiempo con su esposa.
Mientras que esto sucedía, Mehmed IV era depuesto en Constantinopla y le sucedía su hermano Suleiman II. 
Para la campaña de 1688 empezó mal. Maximiliano II Manuel de Baviera había resuelto retirarse de la campaña y Carlos de Lorena cayó enfermo y se temió por su vida e incluso su esposa fue avisada de la inminencia de su muerte, sin embargo, el duque pudo reponerse pero tan debilitado que se decidió que no podía ponerse al frente del ejército.

### La Guerra de los Nueve Años

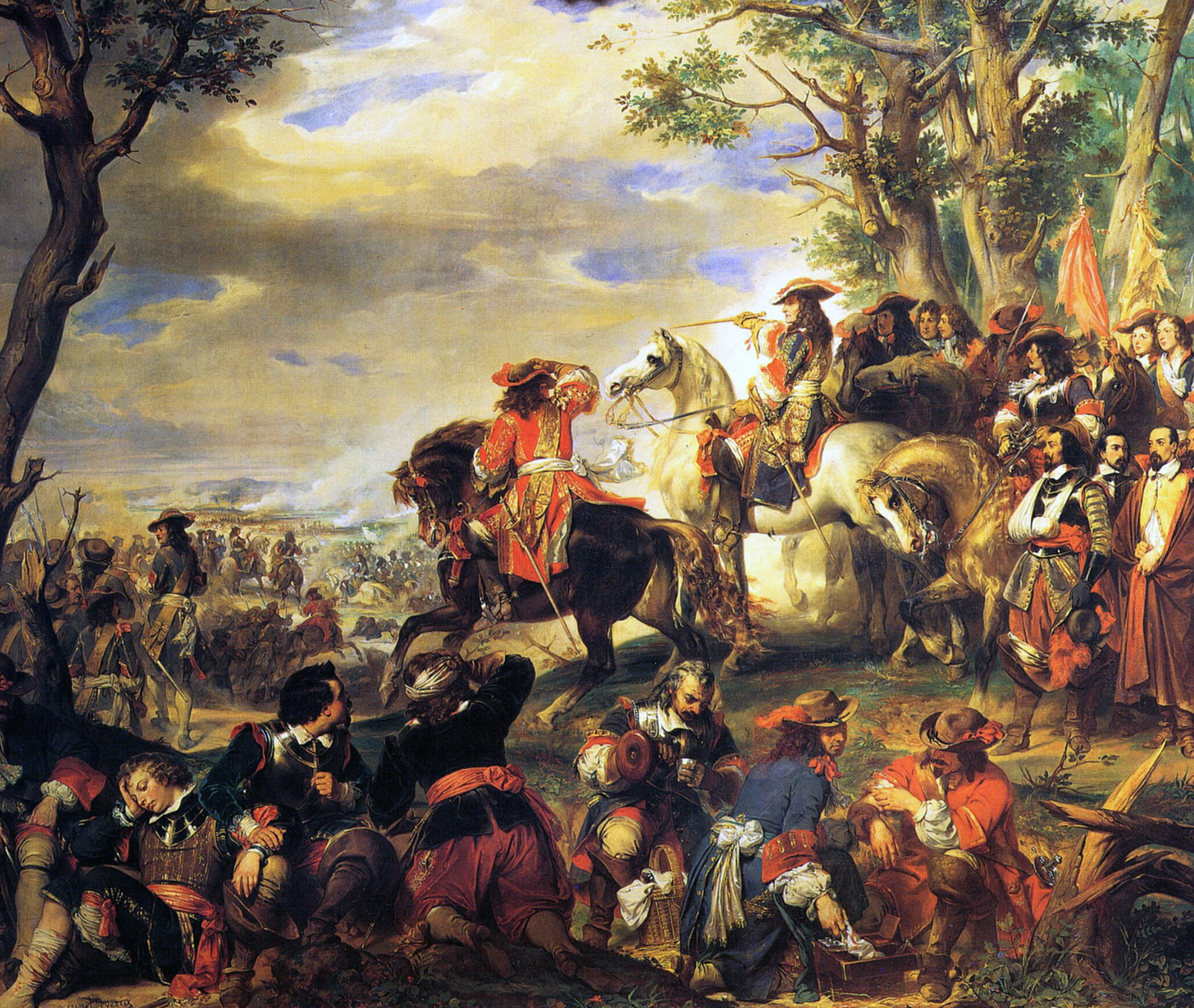
Batalla de la Guerra de los Nueve Años. Obra de Eugène Devéria

El estallido de la Guerra de los Nueve Años provocó que el Sacro Imperio Romano Germánico se viera envuelto en otra guerra contra Francia por lo que Leopoldo I creyó conveniente acercar posturas con el Imperio Otomano. Para ello envío a Carlos V de Lorena a Buda con la misión de entrevistarse con los embajadores turcos pero unas fiebres le impidieron llevar a cabo esta misión teniendo que regresar a Innsbruck y los embajadores conducidos a Bratislava. 
La guerra contra Francia le daba a Carlos V de Lorena esperanzas de poder recuperar sus posesiones pero las fiebres no le abandonaban y él se desesperaba pensando en que podía perder la oportunidad. Finalmente se decidió que Luis Guillermo de Baden-Baden dirigiese el ejército que debía enfrentarse contra los otomanos mientras que Carlos V de Lorena y Maximiliano II Manuel de Baviera dirigiría cada uno, uno de los dos ejércitos que se habían formado en el Rin. 
Partió Carlos de Lorena con 15.000 soldados hacía Coblenza donde unió sus fuerzas con las de Juan Jorge III de Sajonia. La campaña fue iniciada con el asedio de la ciudad de Maguncia que había sido tomada por los franceses. Las tropas imperiales llegaron el 16 de julio y cercaron completamente la ciudad. La plaza fue acometida por tres partes y consiguiendo avances días tras día. El día 16 de agosto, los franceses realizaron una salida contra los sajones pero finalmente los franceses fueron rechazados gracias a los refuerzos enviados por Carlos V de Lorena, quedando sobre el campo de batalla los cadáveres de 1.200 franceses. Días después, los franceses, dieron otra gran salida, que no era esperada por Carlos de Lorena ni por ninguno de los generales imperiales, causando un gran daño en las tropas imperiales.  Estas salidas decidieron a Carlos de Lorena a realizar un gran asalto por tres lugares distintos con tanta fortaleza que tras tres horas y media de combates los asaltantes superaron las fortificaciones exteriores. Finalmente, el comandante francés, viéndose en la imposibilidad de defender la plaza pidió capitular y rindió la plaza (11 de septiembre de 1689).

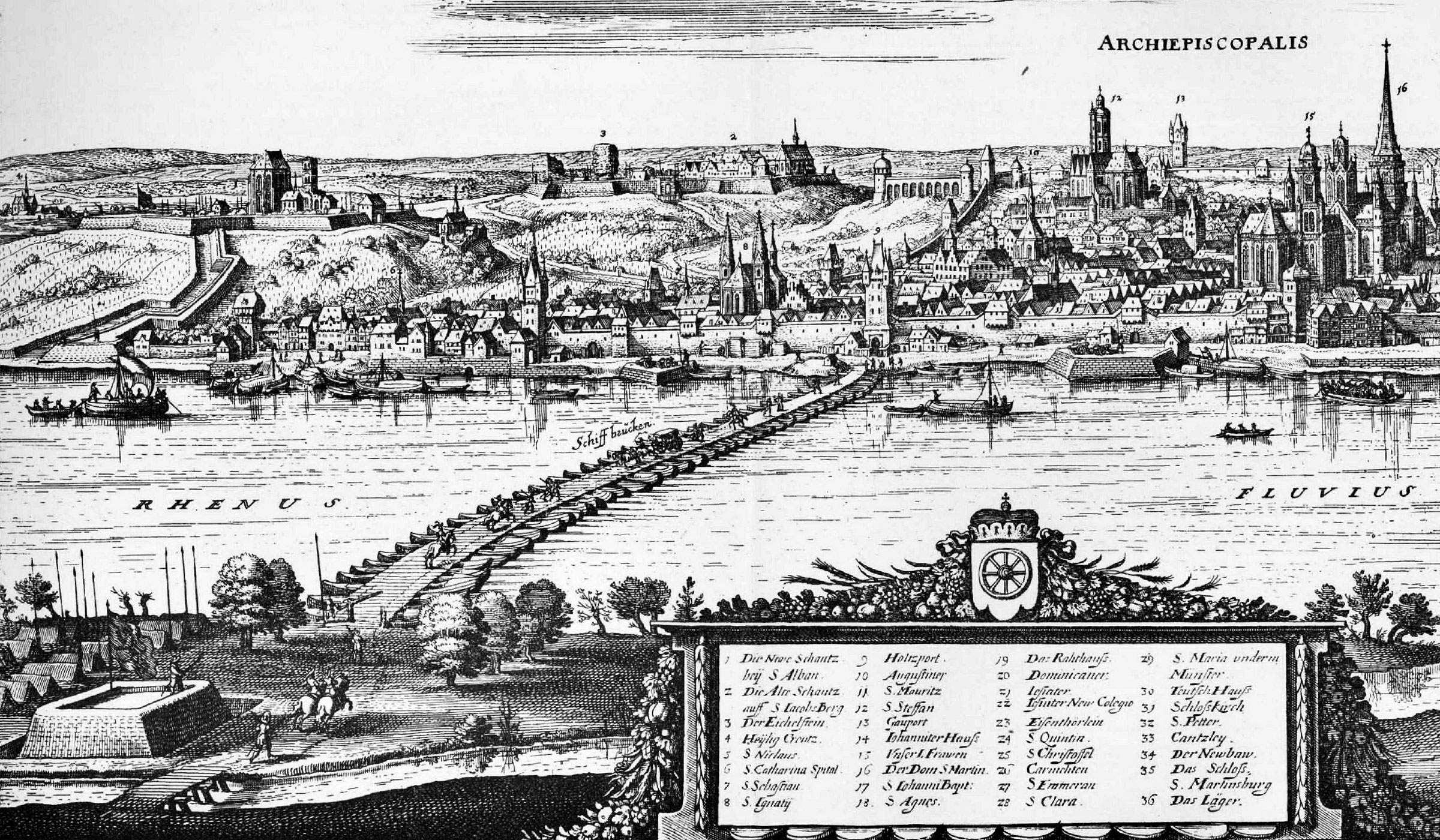
Maguncia en el

Tras la toma de la ciudad, Carlos V de Lorena, partió hacía el sitio de Bonn que ya estaba iniciado. El duque dispuso el ataque general para el 9 de octubre de 1689 teniendo lugar con tal ferocidad que el general francés terminó presentando la capitulación.
Tras la toma de Bonn se llegó a la conclusión de que las tropas se encontraban muy cansadas y el tiempo tan desfavorable que se decidió enviar a las tropas a los cuarteles de invierno para que descansasen hasta la siguiente campaña. Tras encontrarse las tropas instaladas, Carlos de Lorena marchó a Viena pero antes se detuvo en Ratisbona donde estaba la Dieta Imperial y logró la promesa de que le serían restituidos los ducados de Lorena y Bar.
Tras salir de Ratisbona se dirigió a Viena pero tuvo que detenerse Wels, cerca de Linz, cuando tuvo que detenerse por enfermedad. Al principio solo sintió un dolor en el oído. Al día siguiente se levantó con la intención de continuar su viaje pero se vio obligado a volver a la cama poco después. El dolor se extendió y comenzaron a faltarle las fuerzas y se comenzó a temer por su vida. Después de confesarse con unos frailes capuchinos, entregó dos cartas, una para el emperador y otra para su esposa. Entre tanto la enfermedad le consumía por instantes y comenzó a faltarle el habla. 
Carlos V de Lorena falleció el 18 de abril de 1690 a los cuarenta y ocho años de edad.

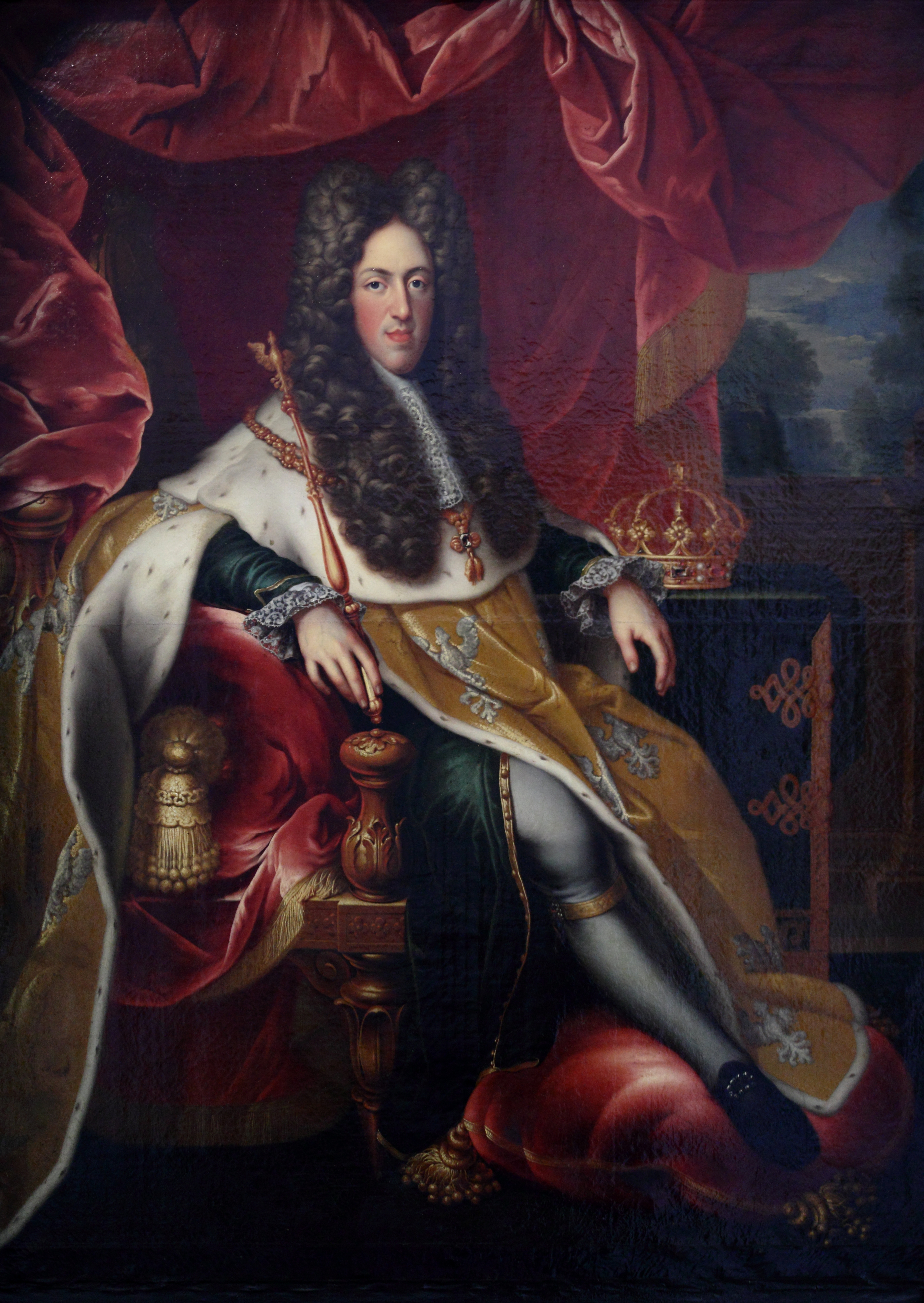
Leopoldo I de Lorena. Obra de Nicolas Dupuy

## Matrimonio e hijos
Su conexión con los Habsburgo fue consolidada por su matrimonio en 1678 con Leonor María Josefa de Habsburgo, Archiduquesa de Austria e hija del emperador Fernando III.
De su matrimonio con la archiduquesa Leonor tuvo la siguiente descendencia:
- Leopoldo I (1679-1729), Duque de Lorena y Bar.
- Carlos José (1680-1715), Arzobispo de Tréveris.
- Leonor (1682).
- Carlos Fernando (1683-1685).
- José Inocencio Emanuel Feliciano Constantino (1685-1705), general del Ejército Imperial.
- Francisco (1689-1715), príncipe-abad de Stavelot y Malmedy.

## El“Arte de la Guerra"de Carlos V de Lorena

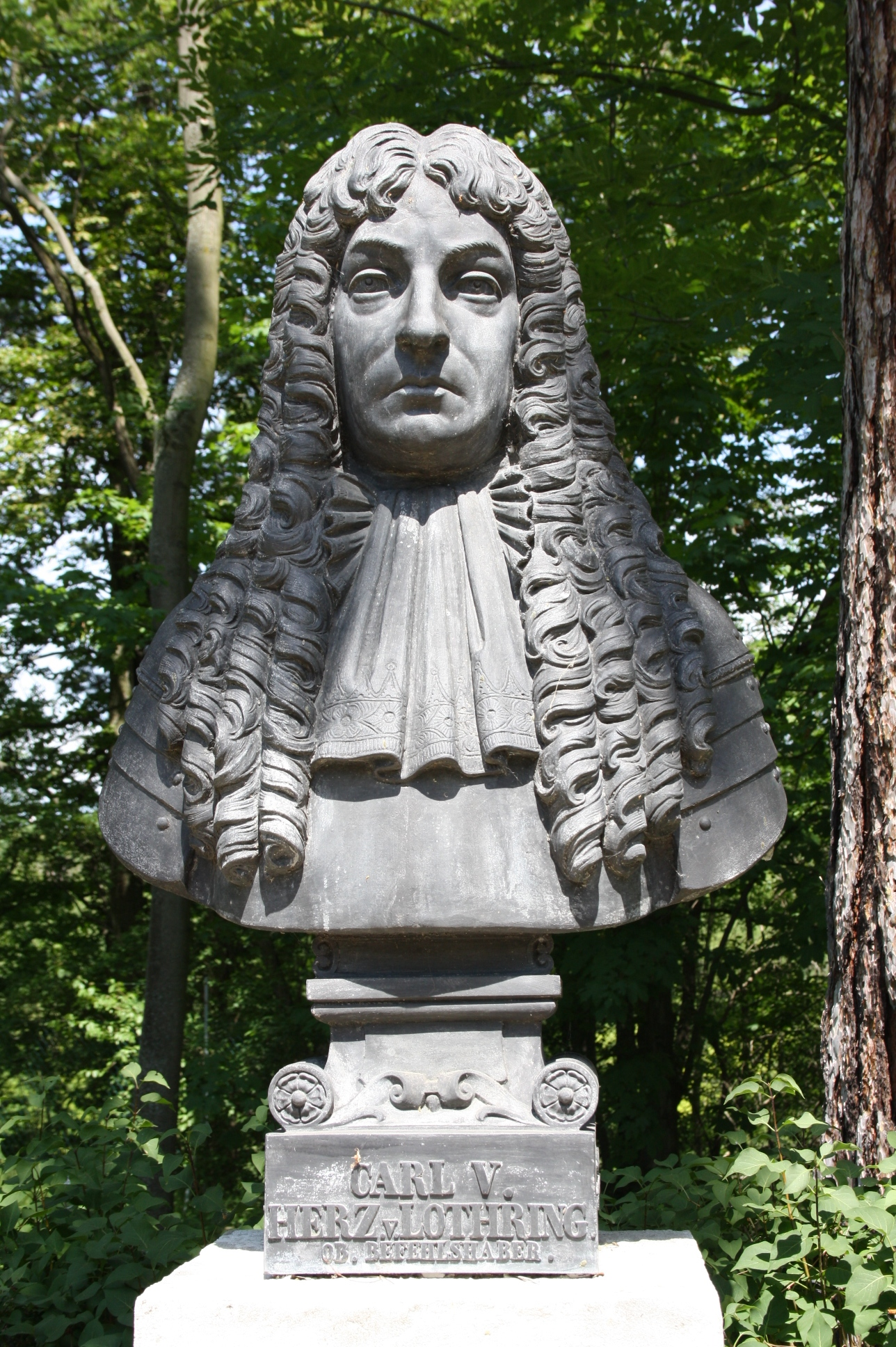
Busto de Carlos V de Lorena

La mayor virtud táctica y estratégica de Carlos V de Lorena tuvo que ver con la toma de decisiones. En numerosas ocasiones, ante un peligro superior a las ganancias que podía obtener ordenó retiradas, que, impecablemente realizadas, permitieron a su ejército conservar capacidad combativa para otra ocasión (como sucedió en la Batalla de Kokersberg). 
Era, asimismo, un gran organizador. A diferencia de otros generales del siglo XVII, como Luis II de Borbón-Condé o Juan III Sobieski, no basó sus éxitos en acciones rápidas y ataques frontales sino que se distinguió por un perfecto estudio de la situación y por el intentó de flanqueó de las fuerzas enemigas (como en la Batalla de Mohács). Se puede decir que era un general notable más por su constancia y meditación que por su brillantez pero estas características hicieron de él un general muy efectivo.
También fue un experto en la guerra de asedio (consiguiendo sus mayores éxitos en operaciones de esta naturaleza). Además del perfecto estudio de la situación y de las debilidades del enemigo tenía la virtud de enaltecer a los soldados, más con el ejemplo que con la palabra, por lo que la moral (tan importante en este tipo de guerra) no solía decaer. 
Los mayores debilidades que tuvo que superar, Carlos V de Lorena, fueron su frágil salud que le obligó a abandonar en medio de alguna campaña y sus malas relaciones con parte del “Hofkriegsrat” y en especial con Herman de Baden, lo que supuso el fracaso en algunas de sus empresas.

## Antepasados
|  |                                                  |  |  |  |  |  |  |  |  |  |  |  |  |  |  |  |
|  | 16. Duque Francisco I de Lorena                  |  |  |  |  |  |  |  |  |  |  |  |  |  |  |  |
|  |                                                  |  |  |  |  |  |  |  |  |  |  |  |  |  |  |  |
|  |                                                  |  |  |  |  |  |  |  |  |  |  |  |  |  |  |  |
|  | 8. Duque Carlos III de Lorena                    |  |  |  |  |  |  |  |  |  |  |  |  |  |  |  |
|  |                                                  |  |  |  |  |  |  |  |  |  |  |  |  |  |  |  |
|  |                                                  |  |  |  |  |  |  |  |  |  |  |  |  |  |  |  |
|  | 17. Duquesa Cristina de Dina                     |  |  |  |  |  |  |  |  |  |  |  |  |  |  |  |
|  |                                                  |  |  |  |  |  |  |  |  |  |  |  |  |  |  |  |
|  |                                                  |  |  |  |  |  |  |  |  |  |  |  |  |  |  |  |
|  | 4. Duque Francisco II de Lorena                  |  |  |  |  |  |  |  |  |  |  |  |  |  |  |  |
|  |                                                  |  |  |  |  |  |  |  |  |  |  |  |  |  |  |  |
|  |                                                  |  |  |  |  |  |  |  |  |  |  |  |  |  |  |  |
|  | 18. Rey Enrique II de Francia                    |  |  |  |  |  |  |  |  |  |  |  |  |  |  |  |
|  |                                                  |  |  |  |  |  |  |  |  |  |  |  |  |  |  |  |
|  |                                                  |  |  |  |  |  |  |  |  |  |  |  |  |  |  |  |
|  | 9. Princesa Claude de Valois                     |  |  |  |  |  |  |  |  |  |  |  |  |  |  |  |
|  |                                                  |  |  |  |  |  |  |  |  |  |  |  |  |  |  |  |
|  |                                                  |  |  |  |  |  |  |  |  |  |  |  |  |  |  |  |
|  | 19. Reina Catalina de Medici                     |  |  |  |  |  |  |  |  |  |  |  |  |  |  |  |
|  |                                                  |  |  |  |  |  |  |  |  |  |  |  |  |  |  |  |
|  |                                                  |  |  |  |  |  |  |  |  |  |  |  |  |  |  |  |
|  | 2. Duque Nicolás Francisco de Lorena             |  |  |  |  |  |  |  |  |  |  |  |  |  |  |  |
|  |                                                  |  |  |  |  |  |  |  |  |  |  |  |  |  |  |  |
|  |                                                  |  |  |  |  |  |  |  |  |  |  |  |  |  |  |  |
|  | 20. Conde Juan VII Zu Salm-Badenweiler           |  |  |  |  |  |  |  |  |  |  |  |  |  |  |  |
|  |                                                  |  |  |  |  |  |  |  |  |  |  |  |  |  |  |  |
|  |                                                  |  |  |  |  |  |  |  |  |  |  |  |  |  |  |  |
|  | 10. Príncipe Pablo zu Salm-Brandenburg           |  |  |  |  |  |  |  |  |  |  |  |  |  |  |  |
|  |                                                  |  |  |  |  |  |  |  |  |  |  |  |  |  |  |  |
|  |                                                  |  |  |  |  |  |  |  |  |  |  |  |  |  |  |  |
|  | 21. Condesa Claude de Stainville                 |  |  |  |  |  |  |  |  |  |  |  |  |  |  |  |
|  |                                                  |  |  |  |  |  |  |  |  |  |  |  |  |  |  |  |
|  |                                                  |  |  |  |  |  |  |  |  |  |  |  |  |  |  |  |
|  | 5. Princesa Christina de Salm                    |  |  |  |  |  |  |  |  |  |  |  |  |  |  |  |
|  |                                                  |  |  |  |  |  |  |  |  |  |  |  |  |  |  |  |
|  |                                                  |  |  |  |  |  |  |  |  |  |  |  |  |  |  |  |
|  | 22. Tanneguy Le Veneur, Conde de Tillières       |  |  |  |  |  |  |  |  |  |  |  |  |  |  |  |
|  |                                                  |  |  |  |  |  |  |  |  |  |  |  |  |  |  |  |
|  |                                                  |  |  |  |  |  |  |  |  |  |  |  |  |  |  |  |
|  | 11. Condesa Marie Le Veneur de Tillières         |  |  |  |  |  |  |  |  |  |  |  |  |  |  |  |
|  |                                                  |  |  |  |  |  |  |  |  |  |  |  |  |  |  |  |
|  |                                                  |  |  |  |  |  |  |  |  |  |  |  |  |  |  |  |
|  | 23. Madama de Pompadour                          |  |  |  |  |  |  |  |  |  |  |  |  |  |  |  |
|  |                                                  |  |  |  |  |  |  |  |  |  |  |  |  |  |  |  |
|  |                                                  |  |  |  |  |  |  |  |  |  |  |  |  |  |  |  |
|  | 1. Duque Carlos V de Lorena                      |  |  |  |  |  |  |  |  |  |  |  |  |  |  |  |
|  |                                                  |  |  |  |  |  |  |  |  |  |  |  |  |  |  |  |
|  |                                                  |  |  |  |  |  |  |  |  |  |  |  |  |  |  |  |
|  | 24. Duque Francisco I de Lorena (=#16)           |  |  |  |  |  |  |  |  |  |  |  |  |  |  |  |
|  |                                                  |  |  |  |  |  |  |  |  |  |  |  |  |  |  |  |
|  |                                                  |  |  |  |  |  |  |  |  |  |  |  |  |  |  |  |
|  | 12. Duque Carlos II de Guisa (=#8)               |  |  |  |  |  |  |  |  |  |  |  |  |  |  |  |
|  |                                                  |  |  |  |  |  |  |  |  |  |  |  |  |  |  |  |
|  |                                                  |  |  |  |  |  |  |  |  |  |  |  |  |  |  |  |
|  | 25. Cristina de Dinamarca (=#17)                 |  |  |  |  |  |  |  |  |  |  |  |  |  |  |  |
|  |                                                  |  |  |  |  |  |  |  |  |  |  |  |  |  |  |  |
|  |                                                  |  |  |  |  |  |  |  |  |  |  |  |  |  |  |  |
|  | 6. Duque Enrique II de Lorena                    |  |  |  |  |  |  |  |  |  |  |  |  |  |  |  |
|  |                                                  |  |  |  |  |  |  |  |  |  |  |  |  |  |  |  |
|  |                                                  |  |  |  |  |  |  |  |  |  |  |  |  |  |  |  |
|  | 26. Enrique II de Francia (=#18)                 |  |  |  |  |  |  |  |  |  |  |  |  |  |  |  |
|  |                                                  |  |  |  |  |  |  |  |  |  |  |  |  |  |  |  |
|  |                                                  |  |  |  |  |  |  |  |  |  |  |  |  |  |  |  |
|  | 13. Claudia, duquesa de Lorena (=#9)             |  |  |  |  |  |  |  |  |  |  |  |  |  |  |  |
|  |                                                  |  |  |  |  |  |  |  |  |  |  |  |  |  |  |  |
|  |                                                  |  |  |  |  |  |  |  |  |  |  |  |  |  |  |  |
|  | 27. Catalina de Médici (=#19)                    |  |  |  |  |  |  |  |  |  |  |  |  |  |  |  |
|  |                                                  |  |  |  |  |  |  |  |  |  |  |  |  |  |  |  |
|  |                                                  |  |  |  |  |  |  |  |  |  |  |  |  |  |  |  |
|  | 3. Princesa Claude Françoise de Lorena           |  |  |  |  |  |  |  |  |  |  |  |  |  |  |  |
|  |                                                  |  |  |  |  |  |  |  |  |  |  |  |  |  |  |  |
|  |                                                  |  |  |  |  |  |  |  |  |  |  |  |  |  |  |  |
|  | 28. Guillermo X Gonzaga, Duque de Mantua         |  |  |  |  |  |  |  |  |  |  |  |  |  |  |  |
|  |                                                  |  |  |  |  |  |  |  |  |  |  |  |  |  |  |  |
|  |                                                  |  |  |  |  |  |  |  |  |  |  |  |  |  |  |  |
|  | 14. Vincenzo Gonzaga, Duque de Mantua            |  |  |  |  |  |  |  |  |  |  |  |  |  |  |  |
|  |                                                  |  |  |  |  |  |  |  |  |  |  |  |  |  |  |  |
|  |                                                  |  |  |  |  |  |  |  |  |  |  |  |  |  |  |  |
|  | 29. Archiduquesa Leonor de Austria               |  |  |  |  |  |  |  |  |  |  |  |  |  |  |  |
|  |                                                  |  |  |  |  |  |  |  |  |  |  |  |  |  |  |  |
|  |                                                  |  |  |  |  |  |  |  |  |  |  |  |  |  |  |  |
|  | 7. Duquesa Margerita Gonzaga                     |  |  |  |  |  |  |  |  |  |  |  |  |  |  |  |
|  |                                                  |  |  |  |  |  |  |  |  |  |  |  |  |  |  |  |
|  |                                                  |  |  |  |  |  |  |  |  |  |  |  |  |  |  |  |
|  | 30. Francisco I de Médici, Gran Duque de Toscana |  |  |  |  |  |  |  |  |  |  |  |  |  |  |  |
|  |                                                  |  |  |  |  |  |  |  |  |  |  |  |  |  |  |  |
|  |                                                  |  |  |  |  |  |  |  |  |  |  |  |  |  |  |  |
|  | 15. Duquesa Leonor de' Medici                    |  |  |  |  |  |  |  |  |  |  |  |  |  |  |  |
|  |                                                  |  |  |  |  |  |  |  |  |  |  |  |  |  |  |  |
|  |                                                  |  |  |  |  |  |  |  |  |  |  |  |  |  |  |  |
|  | 31. Juana de Austria , Gran Duquesa de Toscana   |  |  |  |  |  |  |  |  |  |  |  |  |  |  |  |
|  |                                                  |  |  |  |  |  |  |  |  |  |  |  |  |  |  |  |
|  |                                                  |  |  |  |  |  |  |  |  |  |  |  |  |  |  |  |

| Predecesor: Carlos IV | Duque titular de Lorena y de Bar 1675-1690 | Sucesor: Leopoldo I |